# 로마의 황제 숭배
로마의 황제 숭배(라틴어: cultus imperatorius)에서는 황제들과 황제 가문의 일원들의 일부 등에게 고대 로마에 대한 신적 인정을 받은 권위 (아욱토리타스)가 있다고 보았다. 황제 숭배에 대한 체계는 로마와 그리스의 선례를 배경으로 하고 있으며, 아우구스투스의 초기 원수정 당시에 구축되었다. 황제 숭배는 로마 제국과 그 속주들 전역에 빠르게 자리잡았고, 숭배에 대한 반응과 표현에 있어서는 지역마다 차이가 있었다.
아우구스투스의 개혁들은 고대 로마의 공화정 체제를 전통적 로마의 관습들과 공화정의 가치들로 표현된, 사실상의 군주제로 전환시켰다. '프린켑스' (황제)는 군, 원로원과 민중 등의 이해관계의 균형을 잡고, 민족적으로 방대한 제국 전역에 평화, 안보, 번영을 유지해줄 것으로 기대되었다. 살아있는 황제에 대한 공식적인 '숭배' 의식은 그의 지위와 지배를 신성성을 띠는 허용되는 것이고 합법적인 것으로서 인정하는 것이었다. 이에 따라 아우구스투스의 원수정은 전통적인 공화정의 신들과 그 이상들에 대한 경건한 존중을 표현해야만 했다.
경의를 받을 만한 가치가 있는 죽은 황제는  원로원을 통해 국가의 신적 존재 ('divus', 복수형 'divi')로 선정되거나 이른바 신격화라는 행위로서 높여질 수 있다. 신격화를 부여하는 것은 제국의 지배자에게 종교적, 정치적, 도덕적 평가 역할을 해주었고 살아있는 황제들한테는 그들을 인기없거나 자격 없는 전임자들과는 배제된, 신격화된 황제의 혈통의 저명한 혈통과 연관시켜주었다. 이는 베스파시아누스가 네로의 죽음과 내전 이후 플라비우스 황가를 이룩하는 데, 셉티미우스 세베루스가 콤모두스 암살 이후 세베루스 황가를 구축하는 데 유용한 도구임을 보여주었다.
황제 숭배는 로마의 공식적인 신들에 대한 숭배와 분리될 수 없는 것이었으며 공식적 신들에 대한 숭배는 로마의 생존에 필수적인 것이었고 따라서 이들에 대한 냉담은 반역 행위이었다. 황제 숭배에 대한 전통적 형식은 데키우스와 디오클레티아누스 시기 황권 회복주의에 대한 확립에 초점이 있었다. 이에 따라 콘스탄티누스 1세 때 기독교의 우세가 이뤄졌던 동안 신학적 그리고 정치적 논쟁의 대상이 되었다. 율리아누스가 로마의 공식적 종교 관례에 대한 줄어가던 지지를 되돌리는 데 실패하였고, 테오도시우스 1세는 기독교를 로마의 국교로 도입하기에 이르렀다. 로마의 전통적 신들과 황제 숭배는 공식적으로 폐기되었다.

## 배경

### 로마

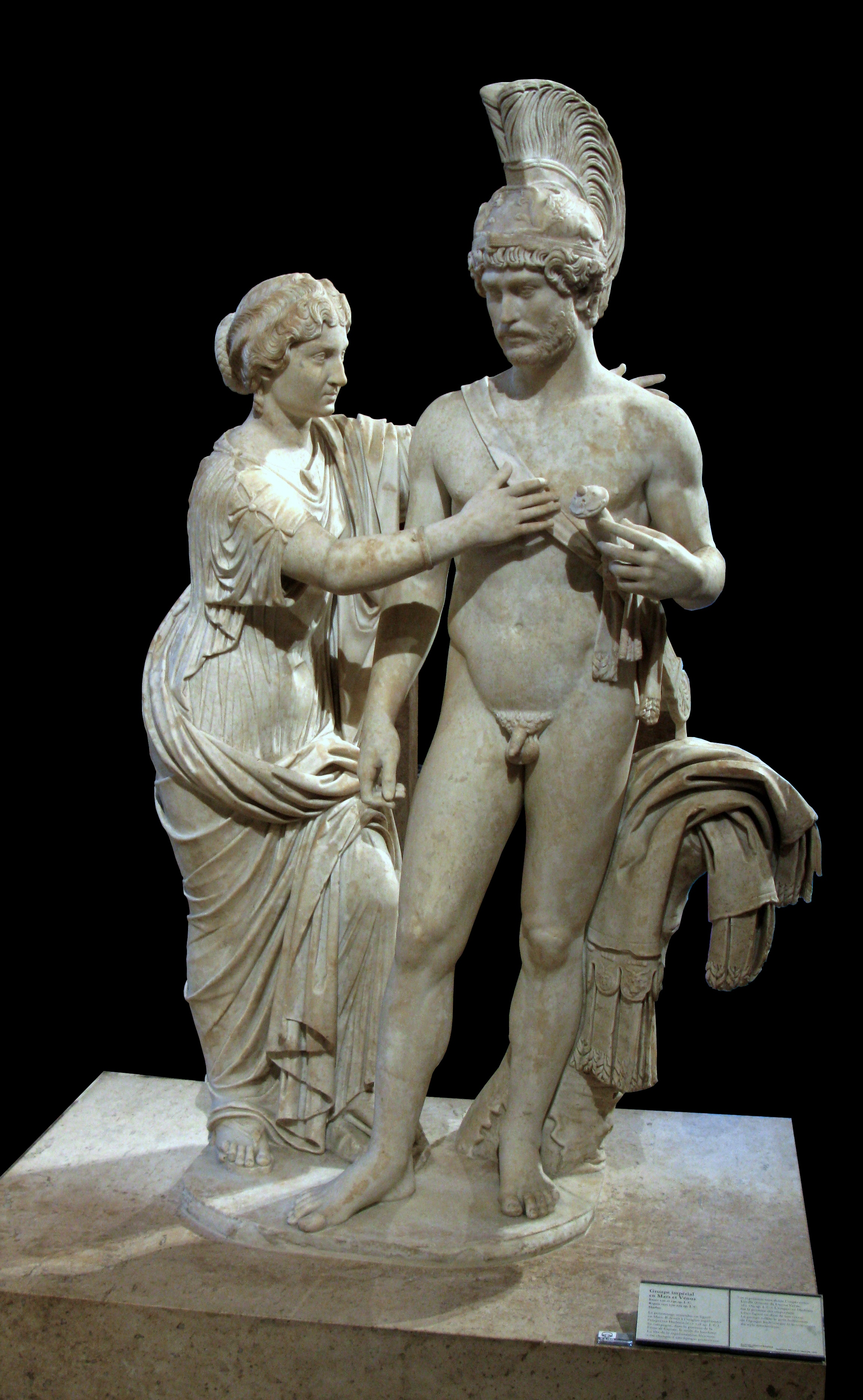
황제 부부를 묘사하기 위해 다시 만들어진 베누스와 마르스 조각상 (최초: 서기 120년–140년, 재제작 170년–175년)

다섯 세기 동안, 로마 공화정은 신성성을 띠거나 반신성성을 띠는 군주더라도 과거 인물, 살아있는 사람 등 그 누구에 대해서 숭배를 하지 않았다. 로마의 전설적인 왕들도 마찬가지였으며 이들을 지워버린 채 로마 공화정은 자신들의 도시 건설자인 로물루스를 신 퀴리누스와 동일시 여겼고 공화주의적 자유를 유지할 수 있었다. 유사하게, 로마의 선조이자 영웅인 아이네아스는 유피테르 인디게스로 숭배받았다. 로마인들은 일부 신들 및 인간이었던 반신들을 숭배했으며, 모든 신들이 인간들로부터 비롯했다는 이론을 알고 있었, 공화정 전통 ('모스 마이오룸')은 확고하게 보수적이었고 반군주적이었다. 귀족 계층들은 거의 모든 로마의 정무직들을 보유하고 있었고, 이에 따라 로마 원로원의 대부분을 차지하였으며, 그 어떤 자라도 자신들보다 우월한 자로 인정하지 않았다. 살아있건 죽어있건 어떠한 시민도 신성성을 띠지는 못했으나 화관, 조각상, 행진 등 신들에에게 적합하며 신성성이 가미된 행위들을 부여받으며 존중을 받았는데 실제로 시간이 흘러 로마 황제들은 국가적 숭배를 받았을 때, 다른 어떤 영예와 마찬가지로 원로원의 칙령을 통해 이뤄졌다.
최고 영예 중에 하나가 개선식이었다. 한 장군이 병사들로부터 '임페라토르'로 선언을 받으면, 원로원은 이후 그에게 제국의 수도에서 개선 장군이 법률을 통해 비무장한 병사들 무리와 함께 전쟁의 포로들과 전리품들을 보여주는 개선식을 선사하는 것을 택할 수 있었다. 개선 장군은 고대의 로마 왕들로부터 전해내려온 것으로 추측되는 방식인 신성한 문장들이 새겨진 전차를 탑승했고, 유피테르 카피톨리누스에서 그의 승리를 봉헌하는 것으로 끝을 냈다. 일부 학자들은 개선 장군이라는 것이 개선식 날 왕이나 신 (또는 둘 다)을 모방하거나 되는 것이라 보면서도 개선식의 정황이나 그 이후의 의식들이 그의 지위를 제한시키는 역할을 했을 것으로 보기도 했다. 개선 장군의 개인적 야망이 무엇이었든 간에, 그의 승리와 개선식은 로마의 원로원, 민중, 신들에게 똑같은 역할을 작용하였고 이들의 허락을 통해서만 인정받았다.
개인 생활 면에서도, 공화정의 전통은 몇몇 인간들은 신성성을 더 띠거나 덜 띠어지게 다뤄질 것을 요구하였다. 이러한 숭배는 가정의 아랫 사람에서 윗 사람에 대한 것에서 비롯했다. 모든 가주들은 선조들의 '게니우스' (수호령)를 갖고 있었고, 가정 내 다른 사람들은 그를 숭배하고 가족들과 노예들은 그에 대한 맹세를 하였다. 예속된 평민은 그의 후원자에 대해 '지상의 유피테르'라고 부를 수 있었다. 집단으로 그리고 혼자이던 죽은 자들은 지하 세계 또는 사후 세계의 신들('마네스')이었다. 그라쿠스 형제의 어머니인 코르넬리아의 남아있는 서신에서 그녀가 죽었을 때 아들들이 그녀에 대해 어버이 (또는 육아)의 신성성을 띠는 '데우스 파렌스'로서 숭배해주기를 바라고 있으며 이에 대한 효심은 충실한 아들로부터 비롯된 것이었다.
유력한 가문들은 자신들의 가주에게 신적 영향력과 준신적인 영예를 주장하기도 했다. 모든 유명 로마인들의 데스 마스크 ('이마기네스')가 제작되었고 이들 저택의 '아트리움'에서 전시되었는데 이 마스크들은 가문의 장례 때 유명인들의 영적인 존재감을 나타내기 위해 사용되었다. 코르넬리아의 아버지이자 한니발에 승리를 거둔 인물인 스키피오 아프리카누스의 데스마스크는 유피테르 신전에 보관되어 있었으며 그의 비문 (엔니우스가 저술)에서는 그가 천상으로 승천했다고 한다. 스키피오가 죽고 나서 수 세기 동안에 그가 예지몽의 영향을 받았으며 그 자신이 유피테르의 아들이었다라고 하는 전승이 생기기도 하였다.
군사적 또는 정치적 인물을 구원자로 보는 비공식적인 숭배에 대한 사례들이 존재한다. 기원전 70년대의 히스파니아 울테리오르에서, 충성파 로마인들은 프로콘술 메텔루스 피우스를 구원자로 받아들이고, 평민파(populares)의 일원인 세르토리우스가 주도한 루시타니아 반란을 진압하려는 그의 활동들에 대해 "마치 신에게 하는 것처럼" 향을 피웠다. 스페인에서 그에 대한 행사에서 토착 및 수입된 별미의 음식들로 된 화려한 만찬이 곁들여졌고, 개선 자군의 '토가 픽타'를 착용 (불법적)한 메텔루스에게 월계관을 씌워주기 위한 빅토리아 여신의 기계로 작동되는 조각상이 등장했다. 이러한 행사들은 재무관인 가이우스 우르비누스가 기안한 것으로, 로마 정부의 공식적인 지침은 아니었다. 메텔루스 본인은 이러한 것들을 좋아했지만, 그보다 연장자 및 독실한 (veteres et sanctos) 동시대인들은 이를 거만하고 참을 수 없는 것으로 생각했다. 토지 개혁가 티베리우스 그라쿠스, 가이우스 그라쿠스 등이 반대자들에게 살해된 뒤, 그라쿠스 형제의 지지자들은 "마치 신들의 성소에 방문한 것처럼" 그라쿠스 형제의 조각상에 '엎드리고' 매일 공물을 바쳤다. 가이우스 마리우스가 튜튼족들을 격퇴시키고 나서, 평민 시민들은 자신들의 게니우스들(수호령)과 더불어 그에게 음식과 마실 것을 바쳤으며 그는 로물루스 그리고 카밀루스에 이어 로마의 세 번째 설립자로 불렸다. 기원전 86년에는, 성소들이 교차하는 곳에 있던 마리우스의 조카이자 여전히 살아있는 인물이던 마리우스 그라티디아누스의 조각상에 향이 피워지고 포도주가 공물로 바쳐졌는데, 그는 법무관 시절에 로마의 경제 위기를 완화시킨 화폐 개혁이라는 부분에서 스스로 많은 인기를 얻어냈다.

### 그리스

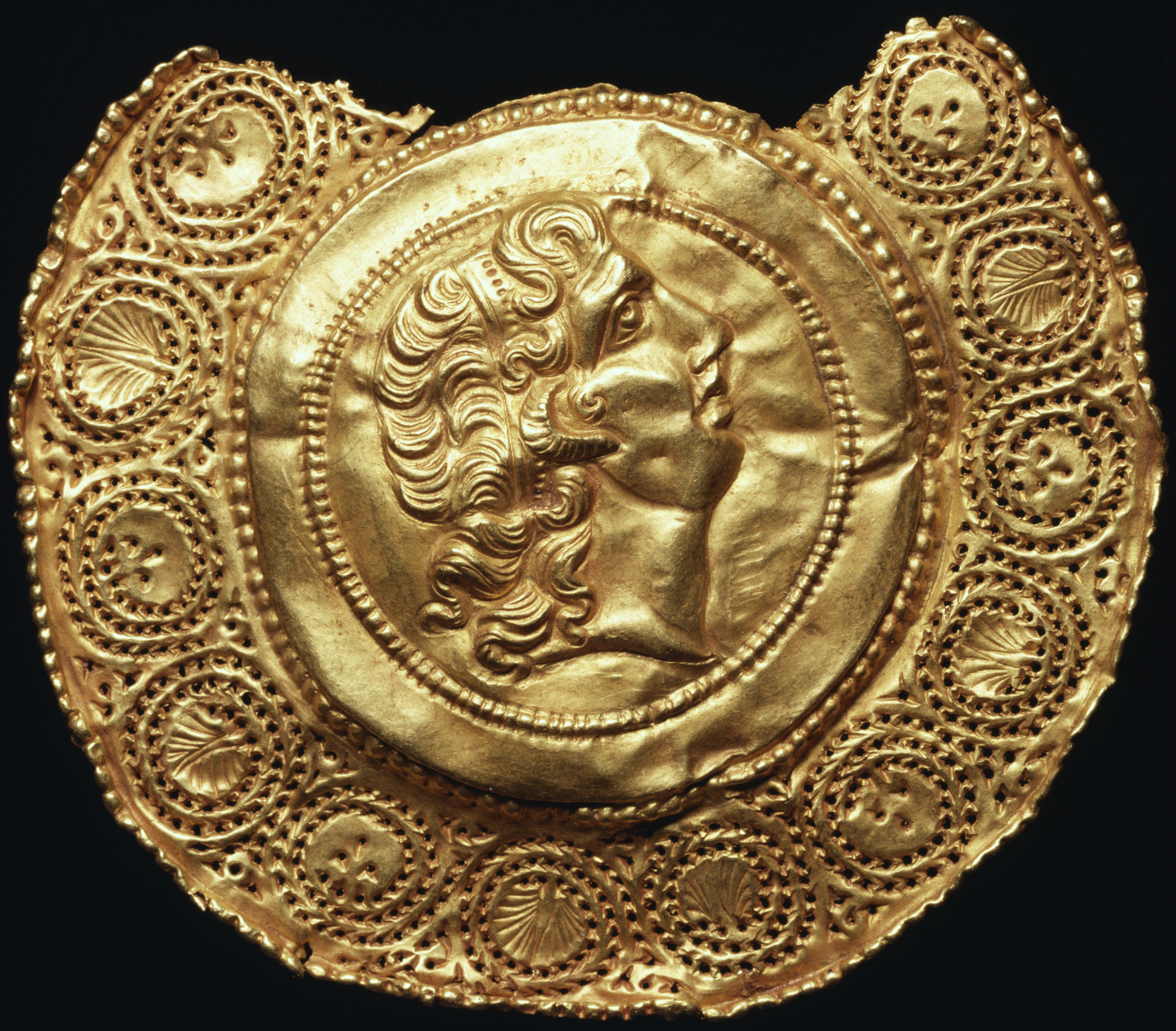
제우스 암몬과 같은 뿔이 달린 디아뎀을 쓴 알렉산드로스 대왕의 모습이 담긴 르푸세 펜던트. 알렉산드로스의 형상은 마술을 띤 부적으로서 착용되었다 (기원전 4세기 로마).

로마인들이 그리스 세계의 많은 영역을 지배하기 시작했을 때, 로마에서 파견된 고위 대표자들은 그리스에서 헬레니즘 시대의 지배자들같이 마찬가지로 신성성을 띠는 영예를 부여받았다. 이는 그리스의 도시 국가들이 외부 세력에 자신들의 충성을 나타날 때 쓰던 잘 확립된 방식이었다. 이러한 숭배는 그리스 도시가 아폴론이나 다른 신들에게 자신들이 복종하거나 존경을 보이는 것처럼 왕들에게 복종하고 존경을 표하는 것이었다.
이오니아의 그리스 도시들은 펠로폰네소스 전쟁 직후에 직접 그리스를 지배했던 스파르타의 장군 리산드로스를 숭배했었다. 플루타르코스에 따르면, 이 숭배는 그리스 역사상 통치자 숭배에 대한 첫 번째 예시라고 한다. 같은 세기에 인간들에 대한 신성성 숭배의 유사한 예시들이 있었으며, 아게실라오스 같은 일부 지도자들은 이런 행위를 거부하였다. 헤라클레이아의 참주 클레아르코스는 제우스처럼 차려 입고 스스로를 신이라고 주장하였는데, 이는 헤라클레이아인들이 그를 살해하는 것을 막지 못하였다. 이소크라테스는 마케도니아의 필리포스 2세가 페르시아 제국을 정복하고 나면 신이 되고 것 외에는 그가 얻을 수 있는 것이 없다고 하였는데, 도시 암피폴리스와 아테네의 비밀 조직은 이 정복 없이도 그를 숭배했었으며, 필리포스 2세는 신처럼 차려입은 자신의 조각상을 올림포스 12신의 13번째 신으로서 설치하였다.
하지만 그리스인들 사이에 왕들의 신성성이라는 표준 관습을 만들어낸 것은 필리포스의 아들 알렉산드로스 대왕이었다. 이집트인들은 그가 이집트에서 페르시아인들을 몰아내자 그를 파라오로, 이에 따라 신성성을 받아들였으며 다른 민족들도 그가 자신들을 차지할 때마다 자신들만의 전통적인 신 또는 반신성성의 지배자로 받아들였다. 기원전 324년에, 그는 그리스들에 자신을 신으로 만들어야 한다는 말을 전하였다. 도시들은 이 명령을 무관심함을 띤 채 따랐고, 이 숭배는 도시들이 다음 해에 그가 죽었다는 소식을 듣고 나서 라미아 전쟁이 벌어질 때까지 계속되었다.
알렉산드로스의 후계자들인 디아도코이들은 알렉산드로스에게 제물을 바쳤고, 스스로들을 왕이라 주장하기도 전에 신의 자리에 올랐다. 그들은 그리스인들이 항상 신이나 도시의 상징을 새겼었던 주화에 자신들의 초상을 집어 넣었다. 알렉산드로스의 신격화가 이뤄진 지 18년 뒤 아테네인들이 데메트리오스 폴리오르케테스와 동맹을 맺었을 때, 이들은 아테나 여신과 함께 파르테논에 그를 추가하였고, 다른 신들은 귀 기울이지 않고 현신으로서 그가 자신들을 듣는다며 그를 극찬하는 찬송의 노래를 불렀다.
알렉산드로스와 동시대 사람인 에우헤메로스는 가상의 역사서를 집필했는데, 그 내용에서는 제우스와 그리스의 다른 저명한 신들이 알렉산드로스와 마찬가지의 방식으로 신이 된 필멸자들이었다라는 내용이며, 엔니우스는 이 역사서를 두 세기 뒤 스키피오 아프리카누스의 시대에 라틴어로 번역한 것으로 보인다.
이집트의 프톨레마이오스 왕조 및 셀레우코스 왕조 등은 계속해서 자신들의 신성성을 주장했었는데, 이는 신성성을 띠는 왕이라는 페르시아 및 이집트의 전통에서 영향을 받았을 수 있으며 프톨레마이오스의 경우 파라오로서 이집트의 다신교 및 그리스와는 별도의 숭배 방식을 가졌다. 모든 그리스 왕조들이 똑같은 주장을 한 것은 아니었으며, 마케도니아의 왕들이자 그리스 본토를 지배했던 데메트리오스의 후손들은 신성성이나 알렉산드로스 숭배 등을 주장하지 않았다 (프톨레마이오스의 알렉산드로스 대왕 숭배 참조).

### 그리스인들 사이의 로마인
그리스 세계를 정복한 로마의 정무관들은 이 전통에 딱 들어맞았는데, 제2차 포에니 전쟁이 종전 되었을 쯤 올림피아 제전이 제우스를 위해 열리듯이 시칠리아를 정복한 마르쿠스 클라우디우스 마르켈루스를 기념하는 경기들이 열렸고 이 경기는 또 다른 로마의 총독이 자신의 영예를 높이기 위해 이를 폐지할 때까지 한 세기하고도 반 세기간 지속되었다. 티투스 큉크티우스 플라미니누스가 그리스 땅에 로마의 영향력을 넓혔을 때, 그를 위한 신전들이 건립되었고 도시들은 그의 초상을 자신들의 주화에 새겼으며 그는 델포이에 있는 한 금석문에 '신과 같다' (isotheos)라고 칭해졌으며 라틴어로 새기지는 않았다. 마르켈루스나 플라미니누스는 겨우 2년 권력을 쥐었을 뿐인데 그리스인들은 또한 플리미니누스와 같이 숭배를 받았던 여신 로마를 만들어내기도 하였고 (이 둘에 대한 공동 숭배는 기원전 195년에 확인) 로마는 후대 로마의 속주들에서 이상적인 '로마니타스의 상징, 지속적인 연관성이 되었을 것이다.
비티니아의 프루시아스 1세 국왕이 로마 원로원과 면담을 하였을 때, 그는 몸을 숙이며 자신의 왕궁 내 예의로서 원로원을 '신들의 구원자'라 불렀는데 리비우스는 이에 대한 폴리비우스의 기록에 충격을 먹었는데, 이 일에 대한 로마 자료가 없으며 일어난 적이 없다며 주장하였다.
숭배와 신전 등은 그리스인들이 자신들의 로마 총독들에게 주기적으로 제공했던 것으로 보이며, 다양한 반응이 뒤따랐다. 키케로는 프로콘술 시절에 다른 로마인들의 질투심을 피하기 위해서 아시아 속주의 도시 관료들이 그의 형제와 그에게 제안한 신전을 거부하였으며, 킬리키아 총독 시절에는 조각상, 성소 또는 전차도 받지 않았다고 주장하였다. 그의 전임자인 아피우스 클라우디우스 풀케르는 킬리키아인들이 그를 위한 신전을 지었을 때 몹시 기뻐했고 클라우디우스의 임기 말년에 그 작업이 끝나지 않자 클라우디우스는 그 작업을 마칠 것을 확실해 달라는 글을 남겼고 키케로가 그 문제에 충분히 관심을 기울지 않자 불만을 표했다.

### 중간 형태
로마인들과 그리스인들은 숭배받는 자들을 신으로 만들지 않는 방식으로서 인간에 대한 종교적 숭배를 하였고, 이는 최초의 그리스의 신격화를 쉽게 이루었다. 유사한 중간 형태가 아우구스투스가 착수했던 공식적인 신성성으로서 출현하였다.

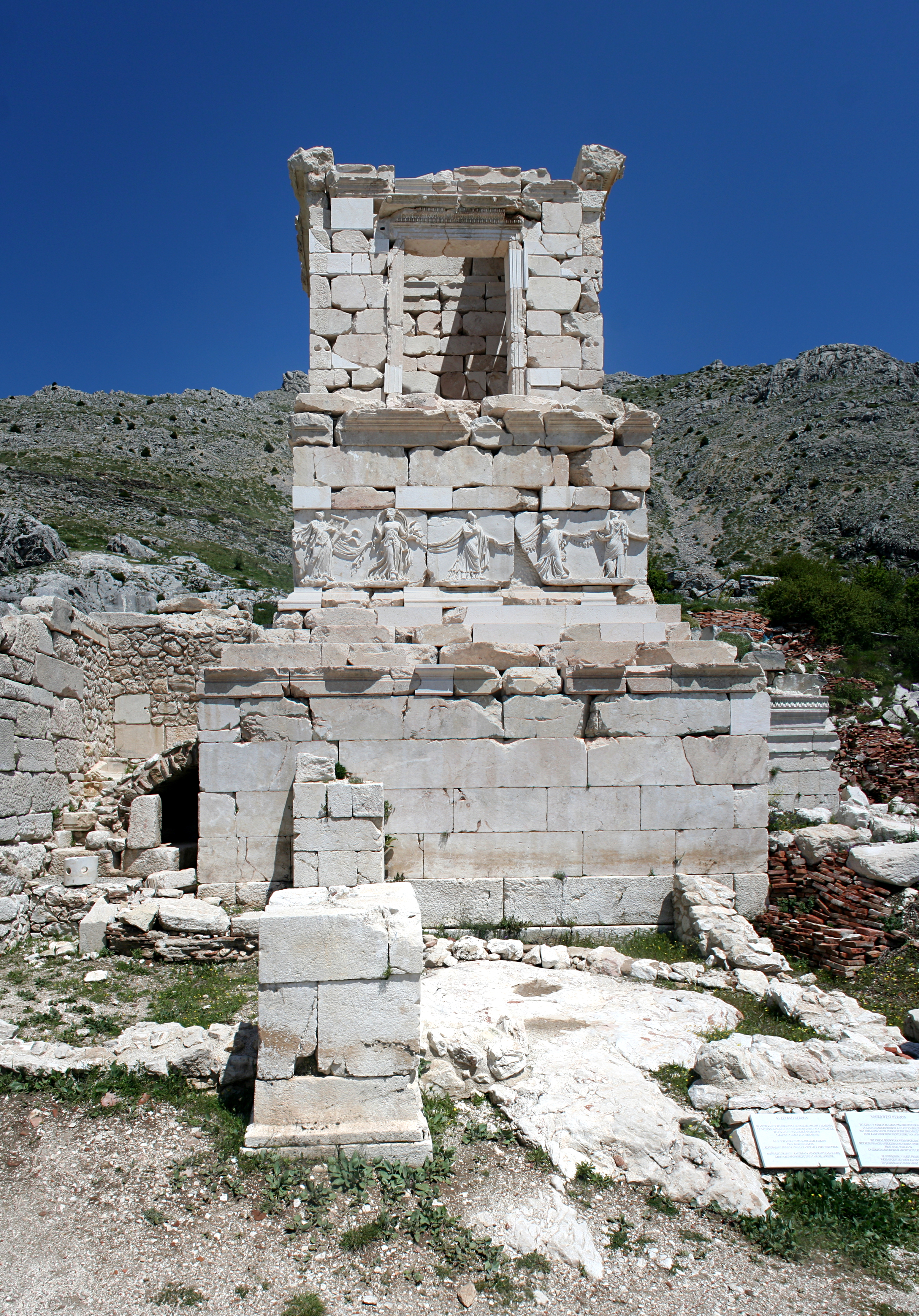
터키 사갈라소스의 헤로이온 유적지

그리스인들은 죽은 자가 신이 된다고 여기지 않고, 대신에 죽은 자들에 대해 올림포스의 신들과는 다른 의례를 사용하여 경의를 표하고 제물을 바쳤다. 그리스인들은 도시들의 건립자들처럼 예외적인 죽은 자들에게 영웅이라 칭하였고, 단순화 된 형태에서, 그리스의 영웅 숭배는 존경받을 만한 그리스 가문이 자신들 가문의 죽은 자에게 드리면서도 영속히는 이들 가문이 속한 도시가 바치는, 장례 및 기념 행사이었다. 대부분의 영웅들은 고대 전설의 인물들이었지만, 일부는 실존 역사적 인물이었다. 아테네인들은 독재로부터 아테네를 구원한 자로서 하르모디오스와 아리스토게이톤을 숭배했고, 또한 마라톤 전투에서 전사한 자들 역시도 그러하였다. 정치인들은 보통은 영웅이 되지 않았지만, 소포클레스는 영웅 자격의 수여자 (Dexion)이었는데 그는 극작가도, 장군도 아니었지만 아테네인들이 펠로폰네소스 전쟁 기간 아스클레피오스 숭배를 받아들이던 때, 소포클레스가 성소를 지을 때 아스클레피오스의 형상을 안치시켰기 때문이었다. 아테네 지도자 니키아스의 아들 하그논은 펠로폰네소스 전쟁 발발을 얼마 앞두고 암피폴리스를 건립했고 13년 뒤 하그논이 여전히 살아있던 때 스파르타 장군 브라시다스는 암피폴리스를 아테네 제국으로부터 해방시켜내었고 이 과정에서 치명적인 부상을 입었다. 암피폴리스인들은 브라시다스를 도시 제2의 건립자라 선포하고 영웅으로서 안치시켜주었고, 하그논의 영예 등에 대해서는 가능한 한 지워버렸다.
그리스인들은 또한 하그논의 경우처럼 도시의 건립자들이 살아있던 시절에도 그들을 경배하였다. 이런 경향은 동일하게 중대한 일을 한 자들에게로 확장될 수 있었는데 디온이 시라쿠사를 다스리던 때 시라쿠사인들은 그에게 참주들을 제압시켜낸 것에 대해 그에게 '영웅의 칭호'를 부여하였고 이는 티몰레온에게도 반복되었다. 이는 그의 선한 영혼 (아가토스 다이몬, 아가토다이몬-모든 그리스인들은 아가토다이몬을 지녔으며, 그리스식 축배에 해당하는 행위는 누군가의 아가토다이몬에 제의하는 것이었다)을 숭배하는 것이라 표현할 수 있다. 티몰레온은 구원자라 불렸는데, 그는 자택에 운명(Automatia)의 성소를 지었고, 그의 다이몬의 축일인 그의 생일은 경축일이 되었다.
그 외 인물들은 신들이 후원자임을 내세우며 신의 총애를 주장했을 수도 있다. 예시로 알키비아데스는 에로스와 키벨레를 후원자로 내세운 거일 것이고 헤라클레이아의 클레아르코스는 제우스의 아들임을 주장했다. 알렉산드로스는 디오니소스와 그 외의 신들 그리고 영웅들의 후원을 받고 있다 주장하였는데 박트라에서 그가 연회를 열었을 때 그는 자신의 '아가토스 다이몬'에 대한 경배와, 알렉산드로스와 같이 있다고 하는 디오니소스에 대한 헌주(獻酒)를 결합시켰다 (이에 따라 연회 참석자들은 건배를 하듯이 제단이나 화덕보다는 알렉산드로스를 향하여 하였다.
영웅적 영예, 선한 영혼에 대한 경배, 수호신에 대한 숭배, 건설된 도시의 운명에 대한 숭배, 사람 자체에 대한 숭배를 분간하는 것은 항상 만만치 않은 일이었다. 어느 하나가 다른 쪽으로 변화되기도 하였는데, 이집트의 경우에는 신으로서 그리고 알렉산드리아의 건설자로서 알렉산드로스에 대한 숭배가 있었고, 프톨레마이오스 1세 소테르는 프톨레마이스의 건설자라는 별도의 숭배가 있었는데, 이것이 그의 '다이몬'에 대한 숭배였다가 이후에 영웅적 영예가 주어졌고, 그의 아들 재위 때는 알렉산드로스를 숭배하던 사제들이 프톨레마이오스와 베레니케를 구원자 신 (theoi soteres)으로 숭배하기도 했다.
마지막으로, 필리포스 2세처럼 일부 신적 특권들을 취했을 수도 있다. 페르가몬의 초대 아탈로스 왕조의 왕들은 신들이 아니었고, 자신들의 선조인 디오니소스 카테게몬 숭배를 후원하였다. 이들은 자신들보다는 초대 국왕인 필레타이로스의 초상을 주화에 새겼다. 결국에는 셀레우코스 왕조처럼 아탈로스 왕조도 자신들을 숭배하는 사제들을 두고, 주화에 자신들을 새겼지만, 자신들이 죽기 전까지는 여전히 신이라고 불리지는 않았다. 페르가몬은 로마와 항상 동맹 관계였고, 이 페르가몬의 풍습이 종래 로마의 관습에 영향을 미쳤을 수도 있다.

## 공화정의 종말
로마 공화정이 막을 내리기 몇 십 년 전부터, 로마의 지도자들은 정기적으로 막대한 권력을 취하였다. '모스 마이오룸'(mos majorum)은 정무관들로 하여금 관직 자리를 여러 개로 그리고 짧은 기간 동안 맡게 끔을 요구하였으며, 이런 경우에는 두 명으로 이뤄진 집정관이 있었고 식민지에서조차도 세 명으로 이뤄진 협의체를 통해 건설되었다. 그렇지만 이 새로운 지도자들은 스스로 권력을 취한 자들이었고, 보통 수 년을 유지하였다.
이 새로운 지도자들은 보통 보기드문 영예를 수여받았다. 개선식은 점차 화려한 방식으로 커져갔다. 로마의 최초의 내전 기간 라이벌 관계였던 마리우스와 술라는 각자 모두 도시들을 건설했었고, 이 도시들에 자신들의 이름을 따 붙였다. 술라는 로마에서 자신의 이름을 담은, 자신을 기념하는 경기들을 열었으며, 마리우스의 비공식적인 숭배는 위에 언급한 바 있다. 다음 세대인 폼페이우스는 키르쿠스에서 열리는 경기에 그가 갈 때마다 개선식에 쓰이던 장식품들을 착용하는 것을 허용되었다. 이 신 세대 지도자들은 또한 신들과의 특별한 관계를 주장하기도 했는데 술라의 후원자는 베누스 펠릭스였고, 그의 권력 정점 때 그는 이름에 펠릭스를 더하기도 했으며, 그의 반대자인 마리우스는 자신이 운명을 지닌 자이고, 보통의 사람은 자신을 죽일 수 없다고 믿었다. 폼페이우스는 베누스의 개인적인 총애를 받고 있다고 주장하며, 여신을 위한 신전을 세우기도 했다. 군주제를 목표로 하는 그 계획의 일부로서 신이 되려던 최초의 로마인은 율리우스 카이사르였다.

### 디부스 율리우스
카이사르는 출생 및 관직을 통해서 신들과 개인적인 연관성을 주장할 수 있었다. 그는 아이네아스 및 그의 어머니인 베누스의 후손들이라고 주장했던 율리우스 씨족 출신이었다. 숙모인 율리아에 대한 찬사의 연설에, 카이사르는 안쿠스 마르키우스와 로마의 왕들, 더 멀리는 마르스의 후손이라 간접적으로 주장하기도 했었다. 게다가, 그가 십대 시절에, 마리우스는 그를 유피테르의 특별 사제들인 '플라멘 디알리스'로 임명했었다. 술라는 이 임명을 취소시켰으나, 상대적으로 이른 시기에 카이사르는 고대 왕들의 종교적 의무들의 대부분을 수행했던 로마의 최고 사제인 '폰티펙스 막시무스'가 되었다. 그는 지중해 동부의 신성성을 띠는 군주들 사이에서 20대를 보냈고, 비티니아와 밀접한 관계에 있었다. 그는 권력에 오를 때 이러한 관련성들을 이용했지만, 경쟁자들이 가졌던 것 이상, 혹은 그가 지녔던 다른 이점들 보다 이상은 아니었다. 기원전 69년에 숙모인 율리아의 장례식 당시의 그녀에 대한 추도문에서, 율리우스 카이사르는 그녀가 로마 왕들의 후손이라 하였고, 자신도 거기에 속한다고 암시하였다. 또한 그는 참석자들에게 그녀가 마리우스의 아내이며, 율리우스 자기 자신은 몇 안 되는 생존 중인 마리우스 일가의 일원임을 상기시켰다.
그렇지만 그가 기원전 45년에 경쟁자들을 제압하고 로마 정권에 대한 전권을 차지하자, 그는 한층 더 자신의 특별함을 표현하였다. 내전 기간 중, 기원전 49년부터, 그는 자신을 신이자 구원자로 불렀고, '클레오파트라 테아'라고 불렸던 클레오파트라가 속한 프톨레마이오스의 이집트 왕조와 친밀감이 있었던 동부 지중해로 돌아갔다. 하지만 그는 새로운 원로원 구성원들을 처리해야 했다. 원로원의 완고한 옹호자들의 대부분은 폼페이우스 측에 섰고, 어떠한 방법을 써서라도 이들은 원로원에 참석하지 않았다. 카이사르는 이들을 자신의 세력들로 대체하였는데, 이들 중 일부만이 옛 로마의 방식을 따르던 자들이었고, 또 일부는 심지어 이탈리아 출신이 아니었다. 카이사르가 로마의 동방 지역, 추정상 알렉산드리아나 일리움 (트로이)으로 권력과 부를 독재적으로 옮기려한다는 소문이 있기도 하였다.
내전기 동안, 그는 수호신인 베누스에게 파르살리아 전투에서 승리를 거둔다면 베누스 빅트릭스에 대한 신전을 세우겠다는 맹세를 했다는 선언을 하였으나, 그는 자신의 조상, 로마인들의 어머니, 철학 시 '사물의 본성에 관하여'에서 언급된 여신이라는 여신의 속성들을 결합시킨 별칭을 담은 베누스 게네트릭스 신전을 기원전 46년에 지었다. 새로운 원로원은 그를 반신임을 나타내는 명문이 새겨진 카이사르의 조각상을 세웠으나 그가 원하지 않는다 하여 치웠다. 폼페이우스가 이전에 받았던 개선식 복장을 착용하는 등의 동일한 방대한 권한들을 부여받은, 카이사르는 대머리를 가리기 위한 이유를 대며 월계관을 ‘언제 어디서나’ 착용하고 다녔다. 그는 아마 일반적으로 개선식 당일에 개선 장군들에게 주어지는 붉은색 부츠와 ‘토가 픽타’(염색, 보라색 토가)을 공개적으로 착용했을 것인데, 이 복장은 ‘렉스 사크로룸’, 몬테 알바노의 왕들, 추정상 유피테르 카피톨리누스의 조각상과 관련이 있기도 했다.

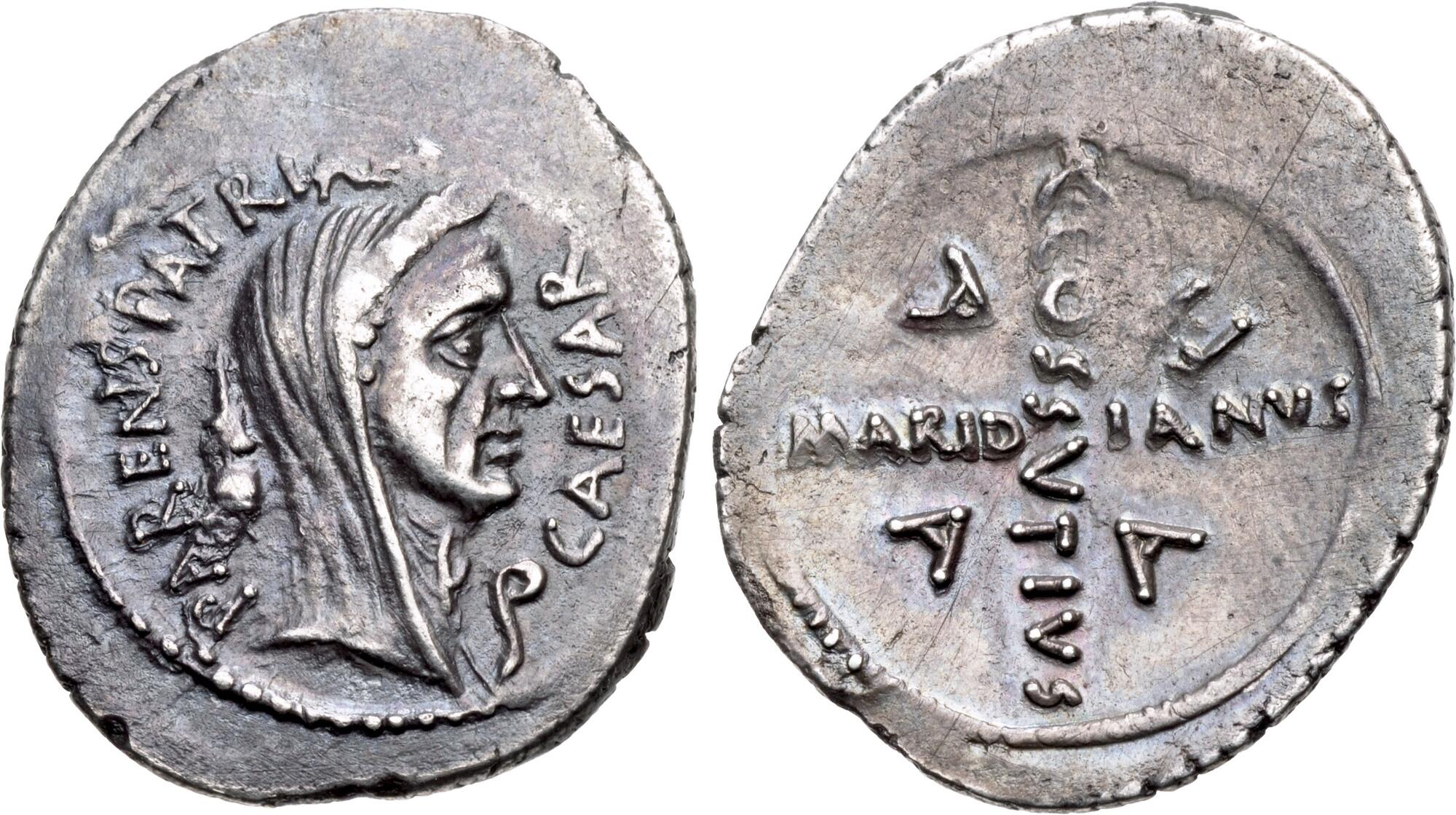
앞면에 율리우스 카이사르가 새겨진 C. 코수티우스 마리디아누스의 기원전 44년 데나리우스. PARENS PATRIAE라는 명각이 새겨져 있다

문다 전투라는 그의 마지막 승전 소식이 로마에 도달했을 때, 도시의 건설을 기념하는 경기들이 열렸던 파릴리아 행사가 그 다음 날에 열릴 예정이었다. 이 제전은 카이사르 그가 도시의 건설자인 것처럼 그를 향하여 열렸다. 조각상들이 카이사르의 리베르타스 그리고 '무적의 신'으로서 그 카이사르 그에 대한 조각상들이 세워졌다. 그는 신전처럼 지어진 저택 한 채를 공공 비용에서 지출되어 수여받았고, 그의 형상은 신들의 형상과 가두행진 때 보여졌으며, 그의 초상이 주화에 새겨졌다 (로마 주화에 살아있는 인물이 등장한 것은 이때가 최초이었다). 기원전 44년 초에 그는 '파렌스 파트리아이'(국가의 아버지)로 불렸는데 법적 선서들은 그의 게니우스가 하였고, 그의 생년월일은 공적인 행사가 되었고, 퀸틸리스 달(個)은 그를 기념하여 명칭이 율리우스로 바뀌었다. 마지막으로 특별 사제인 플라멘이 그를 위해 임명되었는데, 그 임명된 자가 바로 카이사르의 부관이자 당시 집정관인 마르쿠스 안토니우스이었다. 플라멘에게 수행을 받는다는 것은 카이사르가 신성성이라는 지위에 올랐을 뿐만 아니라 퀴리누스, 유피테르, 마르스와 동격으로서 올랐다는 것을 의미했을 것이다. 키케로의 적대적인 기술 속에서, 로마 내 당시 카이사르의 영예들은 완전하게 꽃을 피운 신(deus)으로서의 영예에 벌써 그리고 분명하게 도달했음을 보여준다.

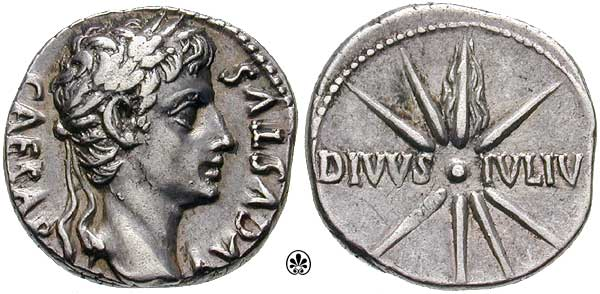
기원전 18년경에 발행된 데나리우스. 앞면에는 CAESAR AVGVSTVS, 뒷면에는 꼬리가 위로 향한 8개 빛을 나타내고 있는 혜성과 함께 DIVVS IVLIV(S)가 새겨져 있다

원로원 투표로 아직 인가는 받지 못하였지만 살아있는 신으로서 카이사르의 이름은 '디부스 율리우스'(Divus Julius 또는 추정상으로는 '유피테르 율리우스')였으며, 당시에 '디부스'라는 용어는 '데우스'의 약간 고전적 형태로, 천당과의 어느 정도의 관련성을 내포하며 시적 표현으로 적합하였다. 그의 조각상이 로마의 고대 왕들의 조각상들 옆에 같이 세워졌는데, 그가 기획했던 파르티아 원정에서 돌아오자마자 이를 통해 헬레니즘의 방식으로서 그는 자기 자신을 로마의 왕으로서 보여지게 하려는 것 보이지만, 그는 기원전 44년 3월 15일 원로원에서 그는 배신을 당하여 살해당하고 만다.
분노에 차고 비탄에 빠진 군중들은 그의 시신을 보고 마르쿠스 안토니우스의 추도문을 듣기 위해 포로 로마노에 모였다. 안토니우스는 카이사르의 신성성을 호소하며 그를 살해한 자들에 대한 복수를 맹새했다. '디부스 율리우스'의 열렬한 민간 숭배가 이어졌는데. 원로원은 이를 억압했으나 곧 카이사르 세력의 압박에 굴복하고 카이사르를 로마 정부의 '디부스'로 승인하게 되었다. 천국에 있는 카이사르의 영혼으로 해석되던 혜성은 율리우스의 별 (sidus Iulium)이라 명명되었고, 기원전 42년에 원로원과 로마 인민들의 만장일치로 카이사르의 어린 후계자이자 종손인 옥타비아누스는 양부인 카이사르를 위한 신격화를 실시하였다. 기원전 40년에 안토니우스는 '디부스 율리우스'의 '플라멘' 자리를 차지하였다. 디부스 율리우스에 대한 지역별 숭배 중심지들 ('카이사레아')이 코린토스 같은 카이사르의 식민지들에 세워졌다. 그에 대한 안토니우스의 충성심은 카이사르의 후계자에게까지 이어지지는 못했는데, 장기간 이어진 내전의 최후의 중대 사건이 벌어지던 기원전 31년 8월 1일에 옥타비아누스는 악티움에서 안토니우스를 제압시켰다.

## 카이사르의 후계자

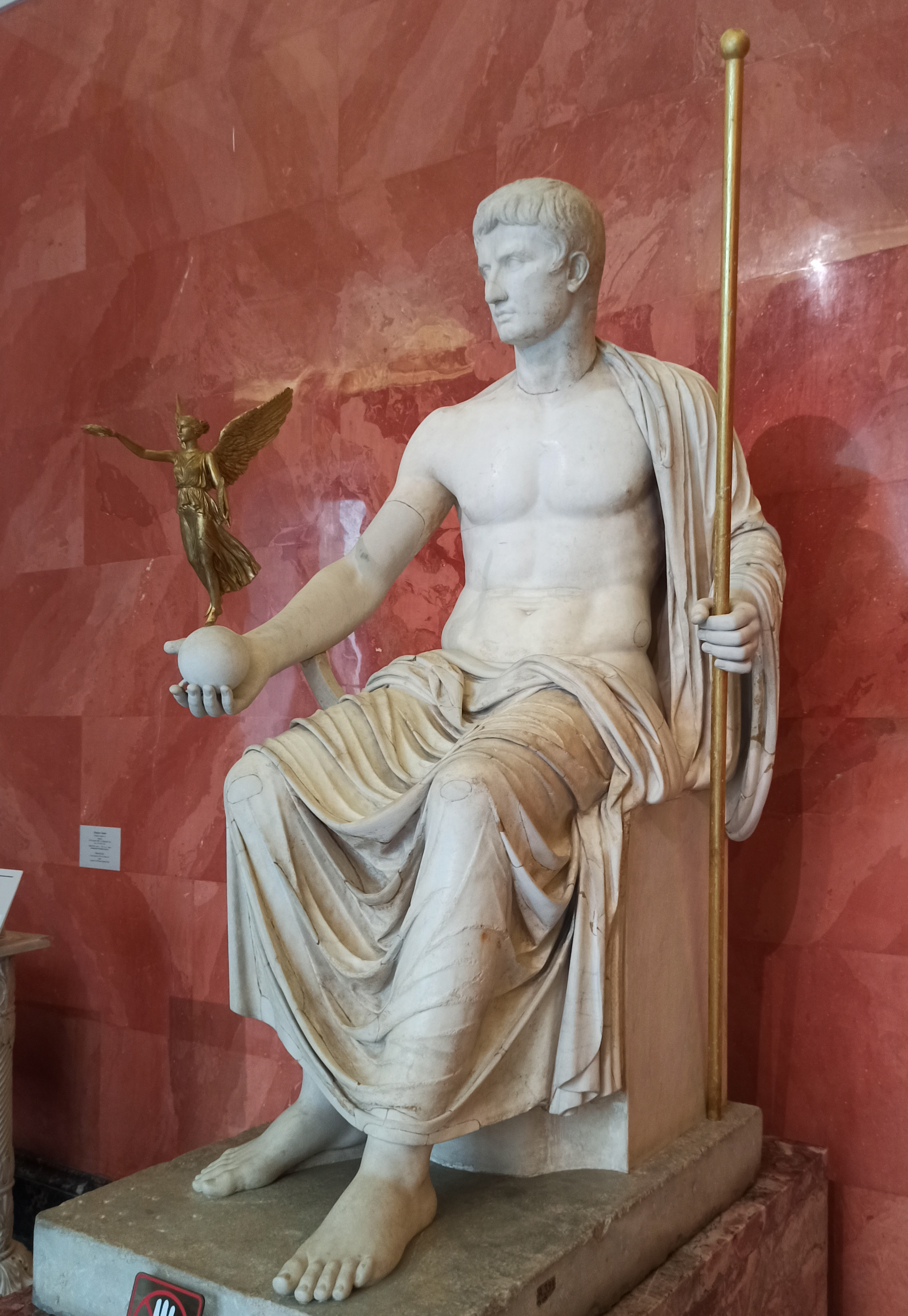
셉터와 보주를 쥐고 있는, 요베의 모습을 한 아우구스투스 (서기 1세기 초)

기원전 30년–29년에, 아시아와 비티니아의 '코이나' (대중)는 옥타비아누스를 자신들의 '구원자'로서 숭배를 하는 것을 허용해달라는 요청을 하였다. 이것은 결코 새로운 요청은 아니었지만 옥타비아누스를 곤란한 입장에 빠뜨렸다. 그는 대중들과 전통주의자 들 모두의 기대를 만족시켜야 했고 이는 공존할 수 없는 것이었다. 마리우스 그라티디아누스의 대중적 지지와 숭배는 그의 공직 생활과 원로원 내 그의 적수들의 손에 기원전 82년 극적인 죽음으로 끝내버렸다. 마찬가지로 카이사르의 살해 역시도 살아있는 신격과 죽음 사이의 오만적인 관계성을 보여주었다. 옥타비아누스는 그의 동방에 있는 동맹들의 제안을 존중하고, 헬레니즘적 영예의 속성과 의도를 이해하고, 그의 잠재적 경쟁자들 사이에 우위를 구축해야만 했다. 그는 어쩌면 제왕적-신적 포부를 지닌 자로서의 로마 내 운명적 정체성을 피해야하기도 했다. 그에 대한 숭배가 페르가몬과 니코메디아에 지어진 숭배의 중심지들에서 열린 '데아 로마'(dea Roma)에 대한 의식과 공동으로 치러지기로 결정되었다. 로마 시민들이 있던 속주들은 살아있는 황제에 대해서느 숭배를 하지 않았으나, 에페소스와 니카이아 등의 일부에서는 '데아 로마'와 '디부스 율리우스'에 대한 숭배를 했을 것이다.
기원전 29년 옥타비아누스는 카이사르의 화장을 치른 곳에 '디부스 율리우스'의 신전을 봉헌했다. 그는 충실하게, 합법적이고 공식적으로 로마의 '디부스'로서 그의 양부를 기렸다. 그는 "율리우스의 별을 통해 탄생하였으며" 따라서 '디부스 필리우스'(divi filius, 신적 존재의 아들)이었다. 그렇지만 카이사르가 실패한 곳에서 옥타비아누스는 성공을 거뒀는데, 그는 '팍스 데오룸'(pax deorum, 신들의 평화)를 회복시키고 '점복'을 통해 로마를 재건했다. 기원전 27년에 그는 투표로 선출되었고 또 그를 받아들여 아우구스투스라는 지위에 올랐다.

### 아우구스투스 시기 종교와 '임페리움'
아우구스투스는 그 자신에 대해서 아무 것도 주장하지 않고, 어떠한 것도 새롭게 고안해낸 것이 없었던 것으로 보이며 심지어 '디부스' 율리우스에 대한 숭배는 '디 파렌테스'에 대한 전통적 숭배에 대한 상당한 전례를 지니고 있었다. '프린켑스' 또는 '프리무스 인테르 파레스' (동일한 자들 중에 으뜸)이라는 그의 독특한 (여전히 전통성을 띠는) 원로원 내 지위는 최근 내전으로 이어졌던 야망들과 경쟁자들에게 고삐를 제공하였다. 감찰관이자 '폰티펙스 막시무스'로서 그는 신들 및 '원로원과 로마 인민들'(Senatus Populusque Romanus)의 의지에 따라 '모스 마이오레스'(mos maiores)를 재개할 도덕적 의무가 있었다. 트리부누스로서는 그는 관대한 공공 지출을 장려하고, 원로원의 '프린켑스'로서는 막대한 낭비를 막았다. 그는 새로운 군단들 및 개인 호위 (친위대)를 창설하기 위해 내전 시기의 잔여 병력들을 해산시켰으며 여전히 정치적, 군사적, 종교적인 상위 지위를 고수했던 귀족 계층들은 그 규모가 방대하고 제국 곳곳에 있던 야심이 넘치고 재능 있는 기사 계급들로 점차 대체되었다. 처음으로 원로원 지위가 상속 가능한 것이 되었다.
일반 시민들은 로마 행정부의 위계적 관료 체계가 가져온 문제점을 피해서, 보통의 시민인 것처럼 황제에게 직접적으로 호소할 수가 있었다. 황제의 이름과 형상은 나라가 발행하는 주화, 거리, 신들의 신전 안에서, 그리고 특히나 법원 및 민간 및 군사 행정부의 관청 등 어디에나 있었. 그의 이름으로, 그의 형상을 증인으로 삼아 서약등이 이뤄졌다. 그의 공식 '레스 게스타이' (업적)에는 기원전 82년에만 82개 신전을 수리하고, 살아 생전에 로마 내 사원 14개를 세우거나 수리하였으며, 새로운 도로, 송수로, 원로원 건물, 극장 등을 포함해 민간 편의 시설들을 정비하고 세웠다. 무엇보다도 그의 군사적 발군은 지속적이고 성스러운 평화를 가져왔으며, 이 평화는 그에게 '임페라토르'라는 영구적 지위를 가져다주었고 개선식을 황제의 특권으로 만들어주었다. 그는 개인적 열의, 숨겨진 위협, '단지 또 한 명의 원로원 의원일뿐이다'라고 하는 자기비하 등을 결합하여 법적 과정을 통해 이 모든 것들을 해낸 것으로 보인다.
로마에서, 아우구스투스의 직책, 기부, '아욱토리타스', '겐스' 등이 로마 내 가능한 모든 법적, 종교적, 사회적 관습과 동일시 여겨지는 것만으로도 충분하였다. '외국인들' 또는 일반 시민들이 그를 더 높은 존재로 존경하고자 한다면, 적절한 범위 내에서 이는 그들의 권리였다. 이들의 충성심을 인정하는 것은 그가 가진 도덕적 책임과 관대함을 보여주었고, '그'의 황제로서 수익은 신전, 원형극장, 극장, 욕장, 축제, 정권에 재정적 지원을 하였다. 이 통일 원칙은 오늘날 '황제 숭배'라고 알려진 것의 기초를 마련하였으며 이는 다양한 문화를 지닌 제국 곳곳에 아주 다른 형태로 표현됐을 것이다.

### 동방 속주

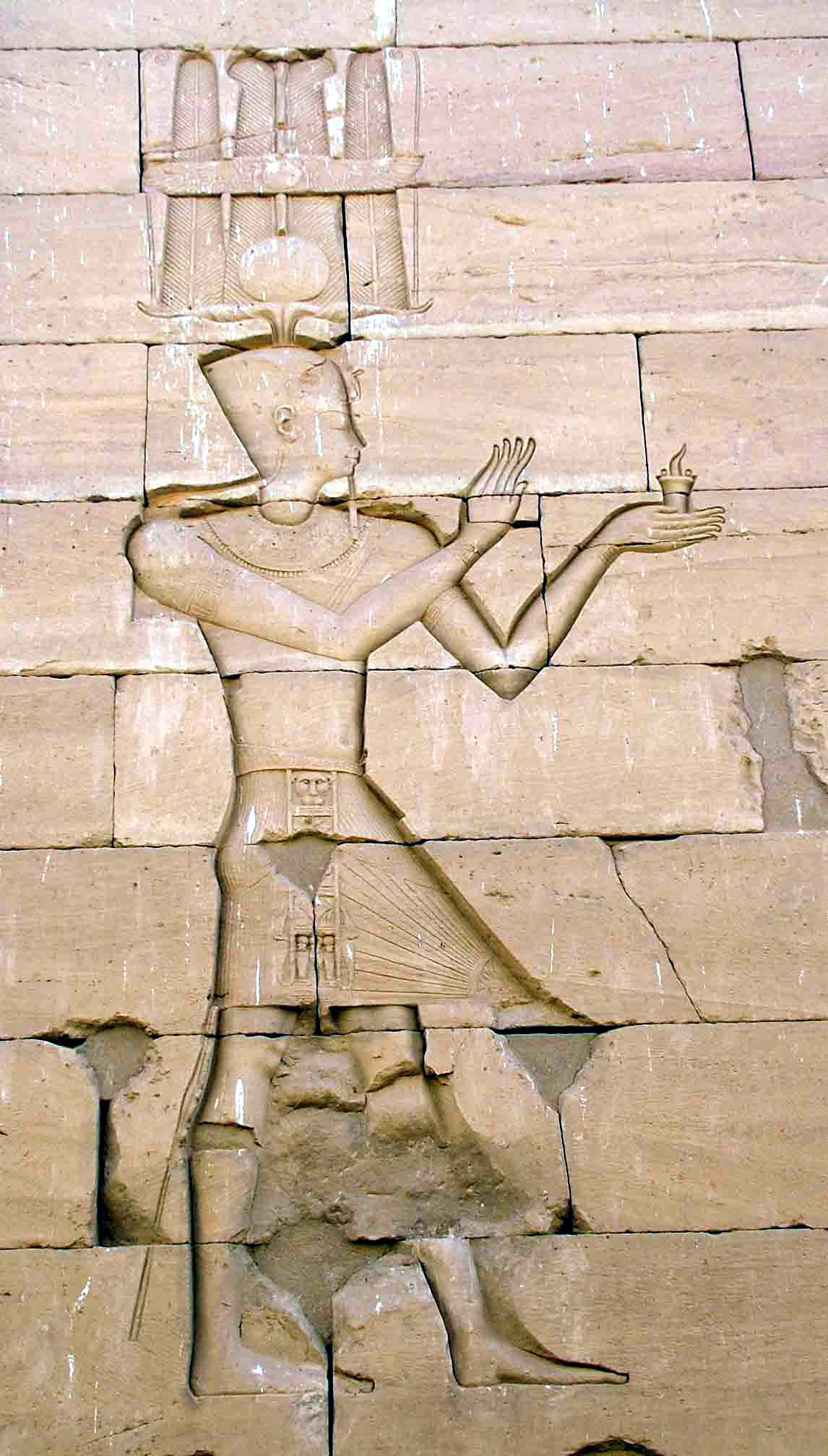
이집트의 누비아 내 칼랍샤 신전에 있는 이집트 풍의 아우구스투스.

동방 속주에서, 문화적 선례가 급속하게 빠르고 지리적으로도 폭넓은 숭배의 전파를 확실하게 하였으며, 저멀리 오늘날의 나지란에 있는 아우구스투의 군사 거점까지 퍼져나갔다. 전체적으로 볼 때, 이 동방 속주들은 황제 숭배와 토착 종교의 가장 폭넓고 복잡한 합성물을 등장시켰으며, 이 합성물은 개인 및 공공의 주도를 통해 자금을 지원받았고, 살아있는 후원자에게 마땅히 받아 할 신과 같은 경의에서부터 Harland가 사적으로 자금 지원을 받는 공동체 신비 의식으로 해석하는 것까지 다양하였다. 아시아 속주의 그리스 도시들은 높은 지위의 황제 숭배 중심지 (네오코로스)를 만드는 특권을 두고 경쟁했었다. 고대부터 경쟁 관계였던 에페소스와 사르디스는 서기 3세기 초까지 이들 도시는 이 중심지를 한 개씩 갖고 있었다가, 에페소스가 군림 중이던 카라칼라 황제에 대한 별도의 신전을 허용받게 되었다. 카라칼라가 죽자, 에페소스는 종교적 전문성을 통한 일시적인 유명세를 상실하였다.
동방 속주들은 도덕적 황제의 '도무스'(domus)와 파밀리아(familia)를 신성성을 띠는 미덕 및 적절성에 대한 공식적 예시로 보는 명백한 물질적 증거를 제공하였다. 페르가몬, 레스보스, 키프로스를 포함한 중심지들은 아우구스투스와 리비아 황후에게 예찬적 경배를 하였는데 키프로스의 역법에서는 매달마다 황가 일가, 황가 일가의 조상신들, 로마-그리스 만신전의 주요 신들의 일부 등에게 봉헌하며 (추정상 숭배 행위를 했을 것으로 추정) 아우구스투스 가문 모두에 경의를 표하였다. 주화 등은 '테아'(Thea) 리비아를 헤라 및 데메테르와, 대 율리아를 베누스 게네트릭스(아프로디테)와 연결시켰다. 아테네의 경우, 리비아와 율리아는 헤스티아 (베스타와 동격의 신)와 숭배의 영예를 공유하였고, 가이우스의 이름은 아레스 (마르스)와 연결되었다. 이 동방 지역의 연결성은 아우구스투스 생전 때 형성된 것이었으며 리비아는 그녀가 죽고 나서도 곧바로 공식적 신격화가 이뤄지지 않았었다. 동방 지역의 황제 숭배는 독자적인 생명성을 갖고 있었다. 프로부스 재위 시절이자 디오클레티아누스 박해가 발발하기 바로 직전인 280년경, 룩소르 신전의 일부가 황제 숭배를 위한 시설로 전환되기도 하였다.

### 서방 속주
서방 속주는 카이사르의 갈리아 전쟁 이후 최근 들어서 '라틴화'가 이뤄졌고 대부분이 그리스-로마 문화권 외부에 있었다. 예외도 있기는 하였는데 폴리비우스는 공화정 시기 이베리아의 신(新) 카르타고의 옛 후원자에 대해 언급하며 그가 "신적인 영예를 받았다"라고 전한다. 기원전 74년에, 이베리아의 로마 시민들은 메텔루스 피우스를 '필멸자 이상의 인물'이라며 세르토리우스에게 승리를 거둘 것을 기원하면서 그에게 향을 피웠다. 그 외에, 서방에서는 로마화하는 도구로서 황제 숭배에 흡수된 토착적인 군주적 신격 및 그리스의 '코이나'와 같은 정치적 성격이 존재하지 않았다. 서방 속주의 콩킬리아(concilia)는 황제 숭배에 대한 직접적인 창조물로서 등장하였으며 이미 존재하던 토착의 군사, 정치, 종교적 전통을 로마식 형태로 구성하였다. 이는 야만인 엘리트 계층들에게 자기 스스로와 자신들의 지역 공동체를 '로마화'하는 의지만을 필요로 하였다.

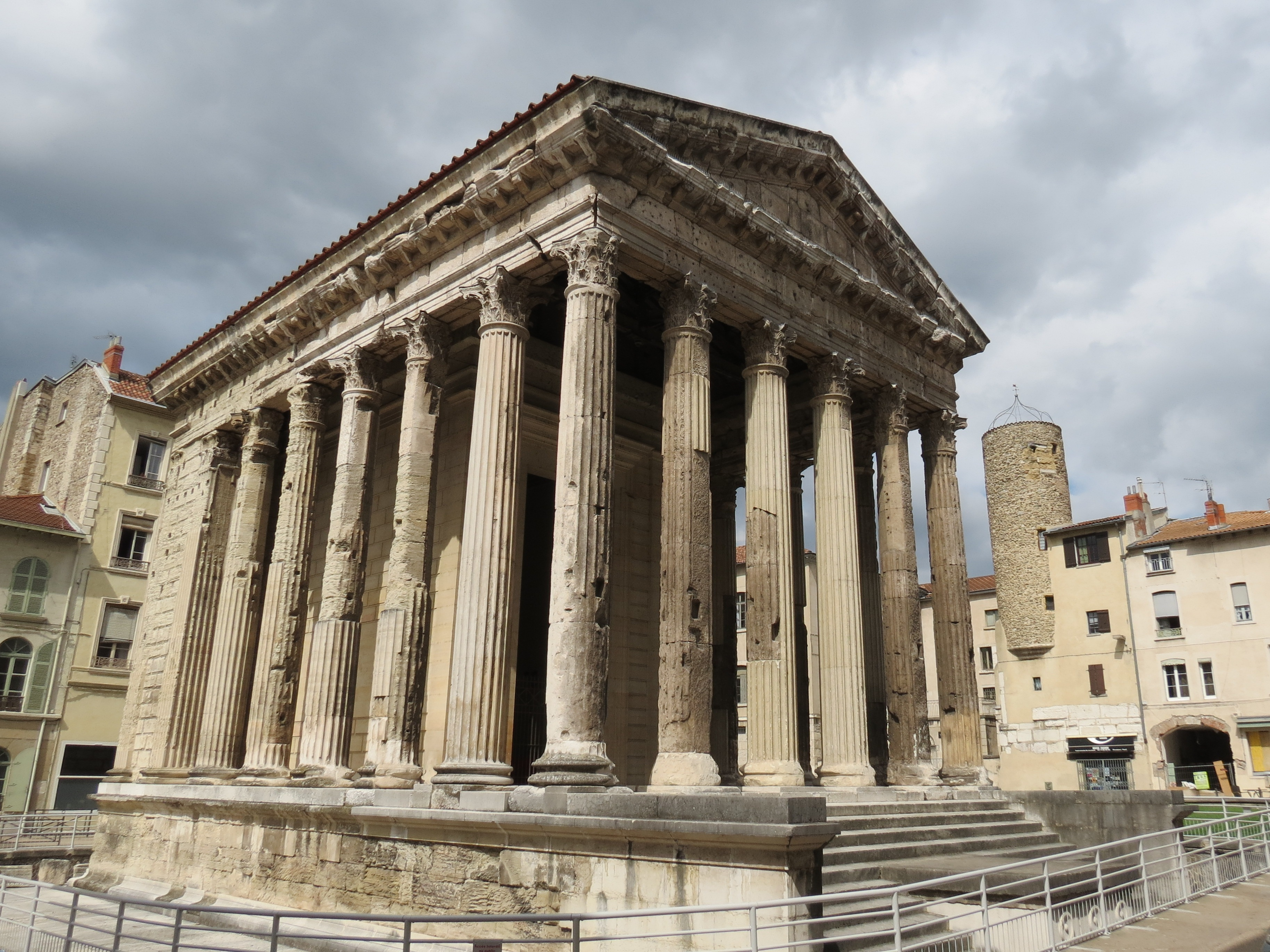
비엔 (프랑스)의 아우구스투스와 리비아 신전. 본래 아우구스투스와 로마에게 봉헌된 건물이었다. 아우구스투스는 서기 41년에 사망하면서 신격화가 이뤄졌으며 그의 부인 리비아는 서기 42년에 클라우디우스를 통해 신격화가 이뤄졌다.

최초로 알려진 아우구스투스에 대한 서방 속주들의 숭배 집단은 기원전 19년에 그의 승인과 함께 스페인 북서부 (켈트) 지역에서 설립되었고 자신들의 부대 설립자인 L. 세스티우스 알바니아누스 퀴리날리스의 이름을 따 '아라이 세스티아나이'(arae sestianae)로 명명됐다. 얼마 안되어, 기원전 12년 또는 10년에, 서방 속주 내 최초의 황제 숭배 중심지가 드루수스를 통해 갈리아 코마타를 3개로 분리시킨 행정 구역으로 만드는 방책으로서 루그두눔에 세워졌다. 루그두눔은 로마화 된 속주의 정체성의 한 형태로서 공식적인 서방 지역의 숭배 방식을 확립했으며, 군사-행정 중심지 설립지들로 퍼져나갔다, 이 설립지들은 새로운 원수정 체제의 불안정한 '야만적인' 서방 속주 지역 내 전략적으로 위치했으며 한번의 경우를 제외하고는 황제 일가 출신들이었던 군사 지도자들에 의해 실시되었다.
루그두눔에 위치했던 거대한 황제 숭배 성소의 초대 사제는 카이우스 율리우스 베르콘다리둡누스로, 로마 시민권을 수여받았고 속주 내 정치 기관인 '콘실리움에 참가할 수 있는 성직 지위를 부여받은 갈리아 엘리트 계층 인물이었다. 원로원 의원 지위로 이어지지는 않았고, 거의 매년 선출되는 자리 (전통적인 종신 사제직인 로마의 플라멘과는 다르게)였던, 이 속주의 사제직은 이에 따라 전통적인 로마의 '쿠르수스 호노룸'에 상응되는 속주 내 지위를 제공했다. 황제 숭배를 거부하는 것은 사제직 및 시민권 등을 포함한 '로마니타스'를 거부하는 것이었으며, 서기 9년에 후대 콜로니아 클라우디아 아라 그리피넨시움 (현재 독일의 쾰른 지역)이라 알려진 곳의 황제 숭배 사제인 세기문두스는 자신의 일족인 아르미니우스의 반란에 합류하기 위해 황제 숭배의 예복을 벗어던졌다.

### 서방 속주의 아프리카 지역
초기 원수정 시절에, 'Marazgu Aug(usto) Sac(rum)'("마라즈구 아우구스투스에게 헌정")이라 새겨진 한 제단은  아우구스투스의 전지전능한 힘을 지닌 토착 고대 리비아 (베르베르족)의 신을 나타내고 있다. 원로원 속주인 아프리카 프로콘술라리스의 'Dii Magifie Augusti' 제단은 Potter에 따르면 황제의 '디부스' 신앙에 포함되거나 흡수된, 한 지역의 신이라기보다는 지역적 특색을 띠면서 동시에 보편성을 띠는 신을 나타낸다.
로마와 디부스 아우구스투스에 대해 나타낸 신전 두 곳이 있기도 했으며, 하나는 티베리우스 시기 렙티스 마그나에 헌정된 것이었고, 또 다른 하나는 율리우스 클라우디우스 왕조 시기 멕타르에서 헌정된 것이었다. 카르타고에 위치한 제단은 아주 이른 초기 제정 시대 때 아우구스투스 씨족에 헌신된 것이다.

## 황제 계승

### 율리우스-클라우디우스 왕조

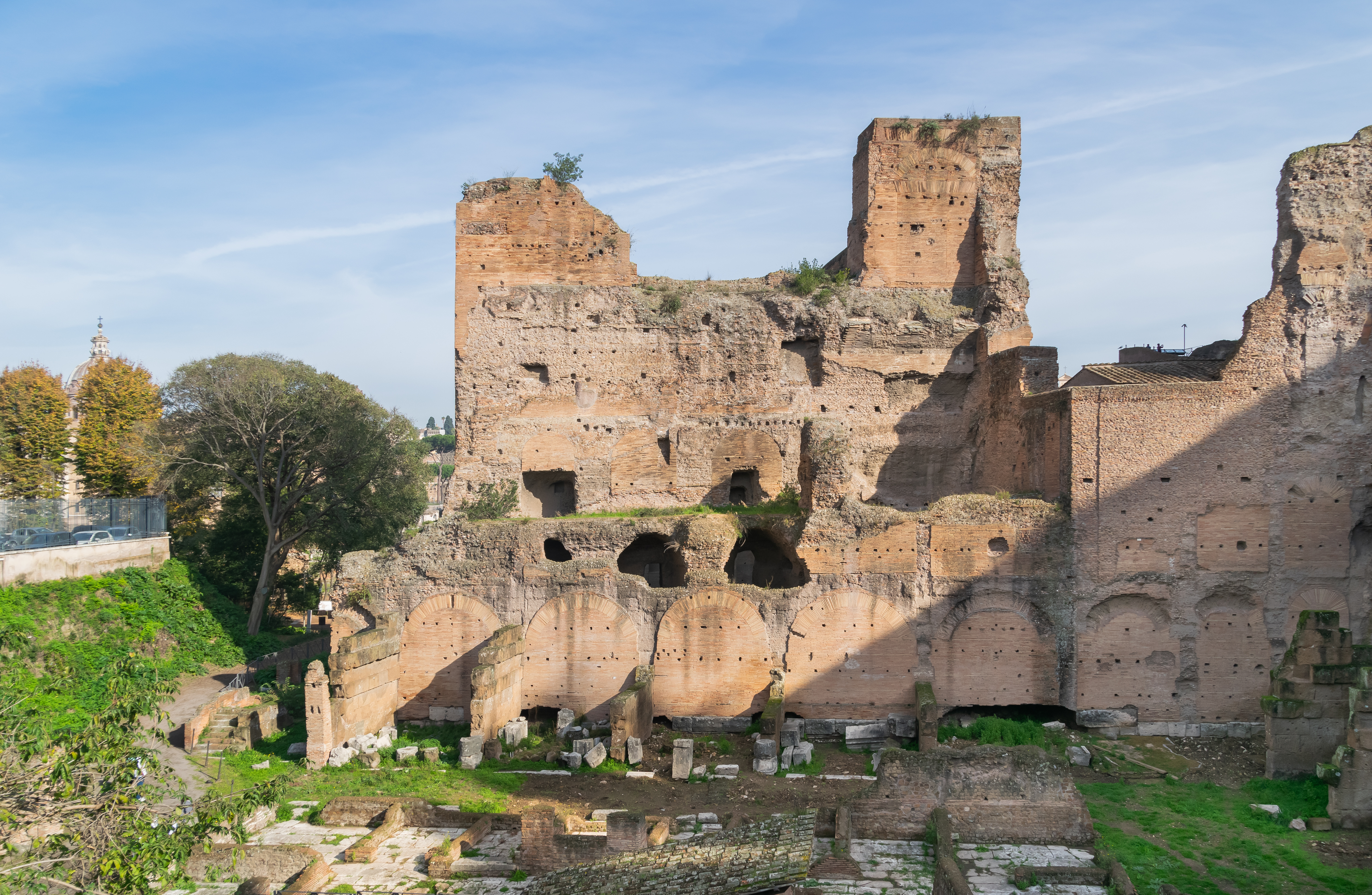
신격화 된 로마 황제 아우구스투스를 기념하기 위해 지어진 대형 신전인 디부스 아우구스투스 신전.

양자 티베리우스를 '프린켑스' 역할로 준비시켜 원로원에 그를 뛰어난 후계자라며 추천한 때, 아우구스투스는 왕조의 '임페리움'에 대한 적절성에 대해 의문을 품은 것처럼 보이지만 그 방식은 그가 할 수 있는 유일한 방안이었을 것이다. 아우구스투스가 사망했을 때, 그는 원로원을 통해 '신격화'가 이뤄졌고, 그의 육신은 호화스러운 장례식에서 화장되었다. 그의 혼은 올림포스의 신들 속에 있는 양아버지와 합류하기 위해 천상으로 올라갔다고 하며, 그의 골분은 후대에 그의 후손들도 마찬가지로 '디부스'로서보다는 황제로서의 이름들로 그를 나타내었던 그의 골분은 황가의 영묘에 안치되었다. 아우구스투스 이후로, 로마의 공직자들에 대한 새로운 숭배는 황제 일가와 연관된 것들 뿐이었다. 그가 사망하자, 원로원은 논의 끝에 '공직 생활에서 증명한 바'를 통해 티베리우스를 '프린켑스'로 선출하기로 한 '황제법'(lex de imperio)을 통과시켰고, 그에게 '아우구스투스'라는 이름이자 칭호를 부여하였다.
티베리우스는 분명한 거리낌을 갖고 황제로서의 위치와 직위를 받아들였다. 그가 유능하고 효율적인 행정가임을 보여줬음에도, 전임자의 예외적인 정력과 카리스마에 비할 수는 없었다. 로마 역사가들은 티베리우스를 침울하고 신뢰할 수 없는 자로 묘사한다. 온전한 사실이었을 지도 모르는 자기 비하감을 갖고 있던 그는 아버지에 대한 숭배를 장려하였고, 자기 자신에 대해서는 그러하지 않았다. 많은 논쟁 끝에, 그는 서기 26년 스미르나에 자신에 대한 신전 한 곳과 원로원의 '게니우스'에 대해서 인가하였는데, 이에 대해서 11개 도시가 이 영예를 갖기 위해 일부 격렬함과 심지어는 폭력을 동반하여 경쟁했었다. 그의 개인적 '아욱토리타스' 결핍은 황제 일가, 원로원 또 이를 통한 국정에 대한 친위대의 영향력 증가를 허용하고 말았다. 서기 31년, 당시 사실상의 공동 통치자였던 그의 친위대 사령관인 세야누스는 티베리우스의 아들이자 후계자인 드루수스의 죽음과 연관이 되어 있었으며, 공공의 적으로서 처형당하였다. 움브리아에선, 한 황제 숭배 사제 ('세비르 아우구스탈리스')가 '로마 인민들의 가장 악독한 적'에 대한 제거에 대해 로마의 이름이라는 불멸성을 갖고 태어난, 티베리우스 카이사르 아우구스투스라는 신의 섭리를 기념하였다. 크레타에서는, 세야누스에 대한 좌절된 시도에 대해 티베리우스 카이사르 아우구스투스와 원로원의 '누멘'과 선견지명 등에 감사함이 표해졌지만, 그가 사망했을 때 원로원과 그의 후계자인 칼리굴라는 그를 공식적으로 신격화하지 않기로 하였다.
칼리굴라의 통치는 아우구스투스의 '공화정'이라는 법적 그리고 도덕적 모순들을 노출시키고 말았다. 그의 계승을 정당화하기 위해, 원로원은 입법적으로 그의 통치를 분명히 해야만 했고, 살아있는 황제의 '게니우스'에 대한 의례 및 제식 등은 이미 그의 입법적으로 무제한적인 권력을 받아들이고 있었다. '프린켑스'는 오직 자기 절제적인 점잖음을 통해서 '프리무스 인테르 파레스' 역할을 수행했다. 칼리굴라가 이 자기절제력이 없음은 분명한데, 그는 자신의 '게니우스'에 대한 숭배를 아주 진지하게 받아들였던 것으로 보이고 신처럼 행동하는 것을 아니 오히려 그들 중에 하나인 것처럼 하는 것을 즐겼다고 전해진다. 그렇지만 그의 악명 높고 자주 인용되는 주요 신들에 대한 흉내는 충격을 주고 싶은 욕망, 개선 장군 복장에 대한 욕구, 또는 단순한 정신적 질환으로서 신들에 대한 그의 사제단을 나타내는 것에 지나지 않을 수도 있다. 그의 계획이 무엇이었든 간에, 로마의 살아있는 '디부스' 또는 국가의 신들에 대한 그로의 대체 등 그의 공식적인 숭배에 대한 증거는 없었으며, 그에 대한 속주 지역 숭배에서 주요한 변형 형태나 혁신도 없었다. 누이인 드루실라와의 성적 관계에 대한 소문 및 그의 사망 뒤의 신격화는 후대 역사가들의 경멸감을 불러일으켰으며 칼리굴라가 죽은 뒤 드루실라에 대한 숭배는 곧바로 시들해졌다. 마지못한 원로원 의원들로부터 갈취한 사제직 비용에 대한 소문은 엘리트 계층들에서 사적 숭배 및 개인적 굴복에 대한 증거이다. 칼리굴라의 치명적 행위는 그를 암살한 고위 군 장교들을 포함해 의도적으로 '중요한 모든 이들을 모욕하고 불쾌하게 한 것이었다'.  그의 재위 시기 역사가들은 그의 제어하기 힘든 무례함을 강조했다. 어쩌면 그뿐만이 아닐 수 있는데 서기 40년 원로원에서 '황제는 원로원 건물에서조차도 높은 연단에 앉아야 한다는' 법령을 반포하였다. 클라우디우스 (그의 후임자이자 숙부)는 황제 일가 및 이들에 대한 음모를 꾸몄던 자들로부터 피해를 막기 위해 개입하였고 칼리굴라의 공공 조각상들을 조십스럽게 치웠다.

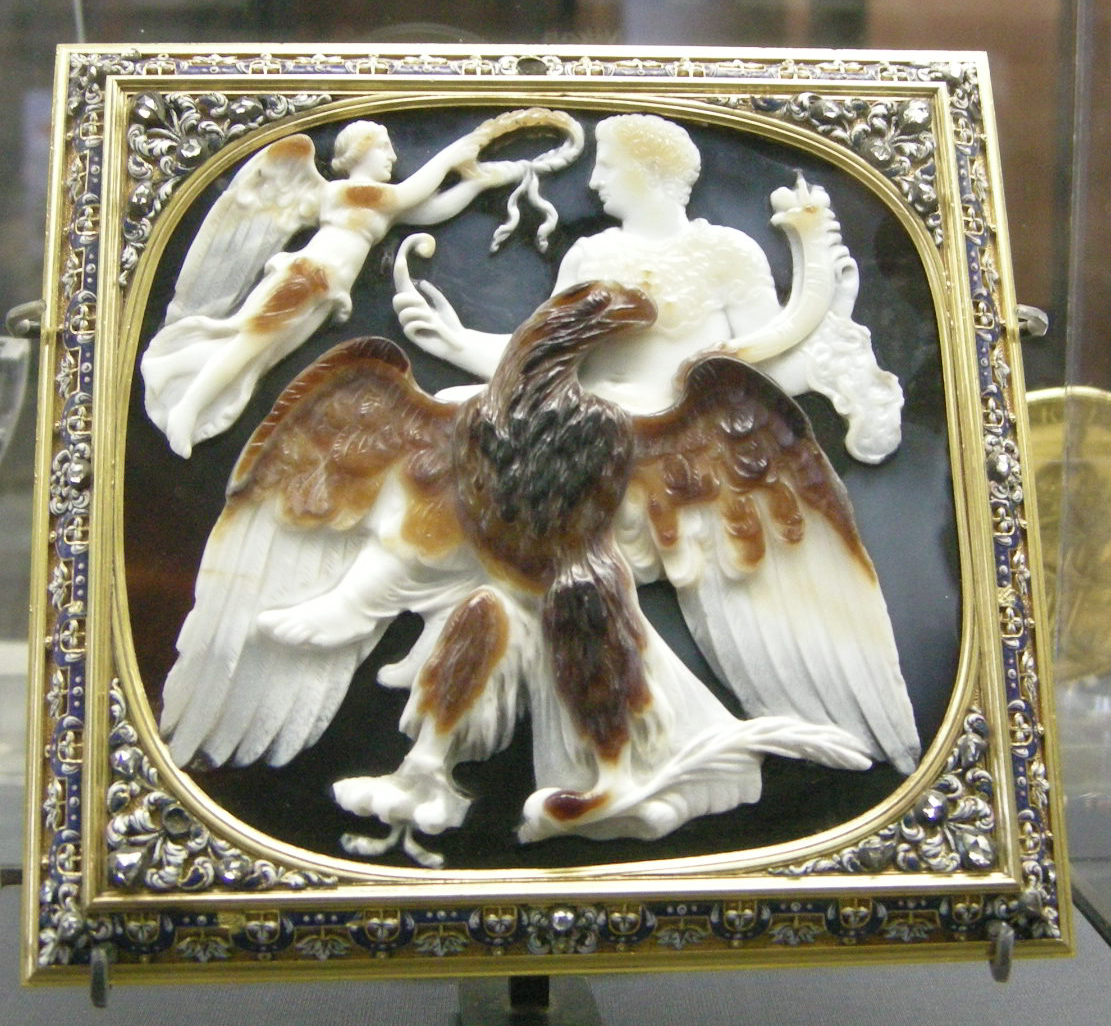
클라우디우스의 신격화를 묘사한 카메오 (서기 1세기 중엽)

클라우디우스는 칼리굴라의 친위대에 의해 황제로 옹립되었고 군대에 현금 지급 ('도나티바')으로 자신의 지위를 굳혔다. 원로원은 이 선택을 인가하고 모욕감을 받아들일 수밖에 없었다. 클라우디우스는 '카이사르'라는 코그노멘을 채택하고 아우구스투스의 아내인 리비아를 사망한 지 13년 만에 신격화하였으며 서기 40년에는 '파테르 파트리아이' (국가의 아버지) 지위가 부여되었으나 황제와 원로원 사이의 관계는 회복할 수 없는 것처럼 보였다. 클라우디우스는 칼리굴라의 과한 행동을 전혀 보이지 않았다. 그는 자신의 '게니우스'에 대한 숭배를 완전히 거부한 것처럼 보이며 그렇지만 동시에 숭배에 대한 제의는 이를 승락할 수 있는 자들에 대한 고위 신분 및 '프린켑스'라는 대단한 지위를 인정케 하였는데 클라우디우스의 반복적인 거부는 원로원, 속주, 황제라는 자리 그 자체에 대한 모욕으로 해석될 수도 있었다. 게다가 그는 본인이 신뢰하는 해방 노예를 황제 직속 프로쿠라토르로 임명하며 전통적인 위계 사회에 불쾌감을 일으켰는데, 황제와 가깝게 지냈던 이들은 이 가까운 관계를 통해 고위 관직을 얻었다.
브리타니아 정복 이후에 그가 브리타니아 내에서 그의 숭배를 위한 신전 한 채를 허용했다고 추측되기도 한다. 그 신전은 브리타니아의 주요 '콜로니아'인 카물로두눔 (오늘날 콜체스터)에 있었던 것이 확실하며, 서기 60년 부디카의 반란 기간 브리튼족의 분노가 집중된 곳이었다. 그렇지만 살아있는 인물인 클라우디우스에 대한 숭배가 이곳에 있을 확률이 없기도 한데 그는 알렉산드리아의 숭배에 대한 영예를 '저속'하고 불경하다며 이미 거부한 적이 있었고 살아있는 황제들에 대한 숭배는 신전이 아닌 '아라이'(arae, 제단)과 관련되어 있었다. 브리튼의 숭배는 그에게 '살아있는 '디부스'는 황제로 숭배받는 것이 그의 가치에 대하여 잔혹한 문헌적 평가에 지나지 않았을 것이다. 그럼에도 공화정의 규범들에 대한 그의 분명한 존중에도 불구하고, 그는 자신의 계층들에서 진지하게 받아들여지지 않았으며, 세네카의 아첨적인 네로에 대한 허구적 이야기에서, 로마의 신들은 그를 '디부스'로서 분명하게 받아들이지 않고 있는 가운데, 야만한 브리튼인들은 좀 더 그것에 대해 잘 믿을 수 있다. 실제로도, 이들은 반란을 일으키도록 충분한 분노를 표했지만 그럼에도 신으로서 클라우디우스보다는 잔혹한 학대와 신전을 통해 나타난 재정적 부담에 의한 것일 것이다
클라우디우스는 서기 54년에 사망했고 양자이자 후계자인 네로에 의해 신격화 되었다. 명백하게 화려한 장례식이 치러진 뒤, '디부스' 클라우디우스는 로마에서 썩 좋지 않은 카일리우스 언덕에 신전 한 채가 부여되었다. Fishwick는 이 장소에 대한 악의적인 유머는 아는 사람들한테는 거의 잊혀지지 않았을 것이며 ... 브리타니아의 클라우디우스 신전 위치 (그의 '애처로운 개선식'이 열린 곳")도 같은 맥락이었을 수 있다.
권력을 쥔 네로는 클라우디우스의 숭배가 약해지게 하였는데, 완공되지 않은 클라우디우스의 신전 위로 그의 도무스 아우레아를 건설하였고, 자신의 쾌락적이고 미적인 성향을 마음껏 펼쳤으며 본인의 '게니우스'를 로마 인민들의 '파테르 파밀리아스'로서 숭배도록 했다. 그에 대한 원로원 의원들의 태도는 대개 부정적이었던 것으로 보인다. 네로는 군사 쿠데타로 폐위당했고, 그의 죽은 아내인 포파이아와 딸 클라우디아 아우구스타 등에 대한 숭배 관습은 폐지되었다. 한편으로, 그는 인기 있는 황제였던 것으로 보이며, 특히나 동방의 속주들에서 그랬다. 타키투스는 살아있는 '디부스'로서 네로에 대한 신전을 봉납하자는 한 원로원 의원의 제안이 "황제가 살아있는 사람들 속에 있을 때까지는 신적인 영예가 주어지지 않는다"라고 하며 불길하게 여겨졌고 기록하였다.

### 플라비우스 왕조

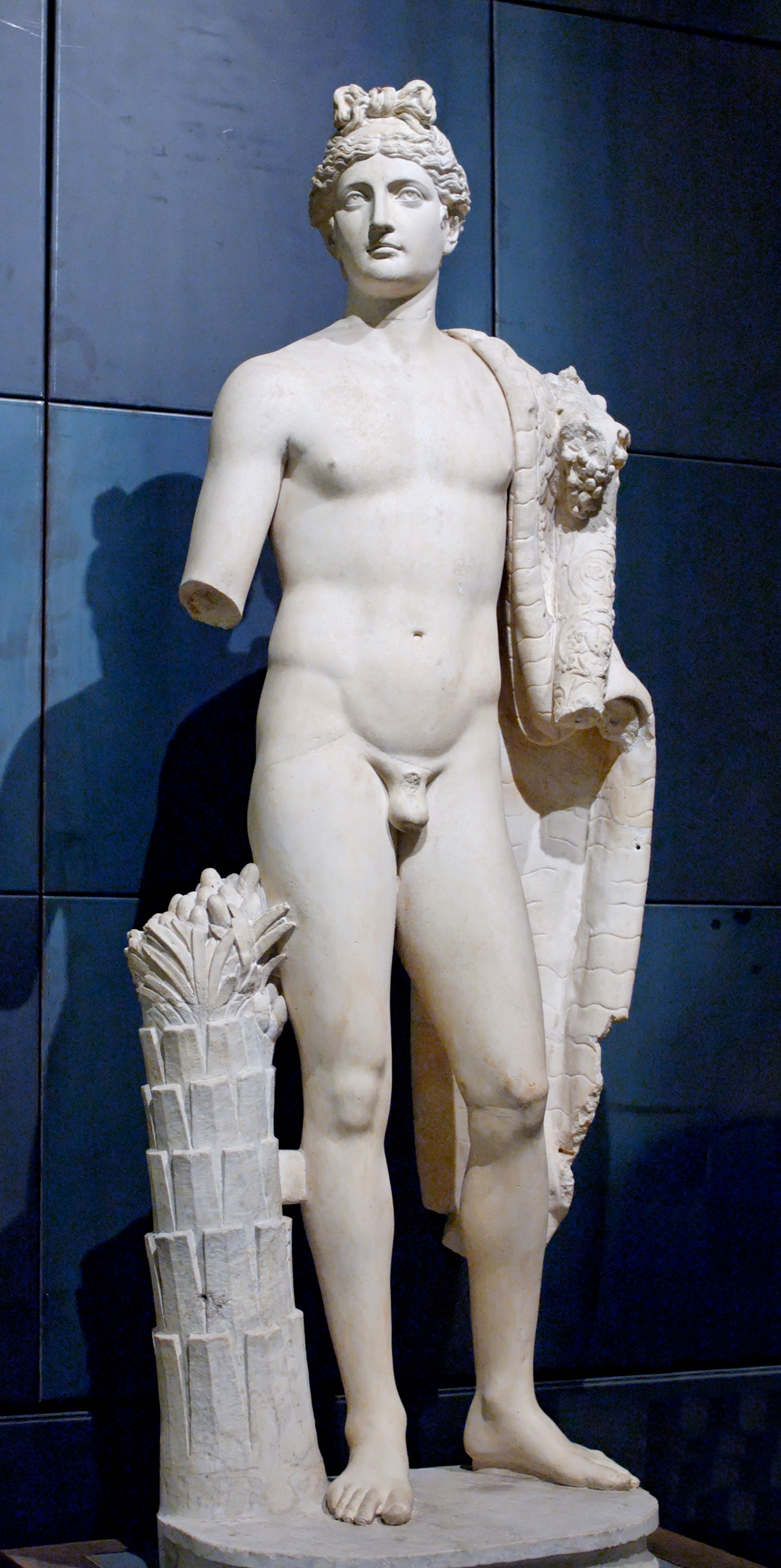
아이기스와 코르누코피아를 하고 있는 도미티아누스의 '게니우스', 에스퀼리노 언덕 라비카나 가도 인근에서 출토

네로의 죽음으로 고대의 로마 가문들 (파트리키 및 원로원 계층)에게 제국의 통치권이 부여되는 특권의 종말이 벌어졌다. 혼란 속의 기간 중에, 권력은 누군가에게서 누군가로 네 명의 황제들 사이에서 폭력을 동반하여 움직였다. 이 네 명 중에 셋은 자신들의 '게니우스'를 띄웠는데 그 중에 두 명은 네로에 대한 보상과 '디부스'로서의 지위 상승을 꾀하였다. 네 번째 인물인 레아테 지역의 기사 계급 출신 의 아들이었던 베스파시아누스는 아우구스투스의 원수정 형태로 회귀를 통해 자신의 플라비우스 왕조를 지켜냈고 '디부스 율리우스'에 대한 제국의 숭배를 재개하였다. 베스파시아누스는 과거 율리우스-클라우디우스 왕조가 그랬던 것처럼 자신들의 혈통을 율리우스 카이사르가 지닌 신적인 선조들로 거슬러 올라가는 것과 같은 방식으로 자신의 재위를 정당화시킬 수가 없없다. 자신들의 기원을 어떠한 로마의 신들과 연관지을 수가 없었던, 베스파시아누스 때 새롭게 집권한 플라비우스 왕조는 신적인 황제 숭배 전통에 익숙한 로마 인민들을 지배하기 위해선 새로운 기준의 정책을 수립해야만 하였다. 베스파시아누스는 집권기 때 로마의 전통과 아우구스투스의 겸손을 '복원'한 것으로 존경을 받았다. 그는 국가 종교를 '로마 인민들의 게니우스(genio populi Romani)에 헌정하였으며, 원로원 의원들의 '공화적' 가치를 존중하고 공식 일정표에서 여러 축제들을 제거함으로써 네로 시절의 관습과 절연하였는데, 이 축제들에 대한 타키투스의 인정사정없는 의견은 "시대의 아첨에 의해 부정하게 더럽혀졌다"라고 했었다. 그는 서기 75년 태양신에 대한 헌정 (혹은 재헌정)을 위해 네로의 거상의 머리를 대체 또는 잘라냈을 것이다. 서기 70년의 첫 유대 봉기 및 성전 파괴 이후, 그는 유대인들에게 '디드라크몬'을 부과하였으며 이는 과거에 유대인들이 자신들의 성전을 유지하기 위해 지불한 것이나 이제는 유대인들과 '그들의 신'에 대한 승리자인 유피테르 카피톨리누스에게 지불하는 것으로 바뀌었다. 이 세금을 바친 유대인들은 로마의 국교 신들에 대한 숭배에서 제외되었다. 그렇지만 이 세금을 납세한 이들은 자신들의 공동체에서 배척을 받았다. 베스파시아누스는 곧 닥칠 자신에 대한 숭배에 대해 무미건조한 유머 감각으로 접근했던 것으로 보이며, 수에토니우스에 따르면 그의 유언이 "내가 신이 되고 있는 것 같다"(puto deus fio)라고 한다. 베스파시아누스의 아들 티투스는 2년간 성공적인 통치를 한 뒤 자연사하고 말았다. 동생인 도미티아누스는 그를 신격화 해주었고 후계자 자리도 물려받았다.
제위에 오르고 2주 동안에, 도미티아누스는 군림하는 황제의 '게니우스'에 대한 숭배를 복원하였다. 그는 불미스럽게 스스로를 살아있는 '디부스'라고 하는 칭하는 몇 안되는 황제들 중 한 명으로 묘사되는 논란의 인물로 남아 있으며, 제국의 기록물들에서 '주인이자 신'(dominus et deus)이라는 표현이 사용된 것에서 확인된다. 그렇지만, 도미티아누스가 직접 이 칭호를 사용했다라고 하는 기록들은 없으며, 그에 대한 공식적인 호칭이나 숭배, 주화, 그의 숭배와 관련된 아르발레스의 규칙 등에 있어서 사용되었다. 이 칭호는 그의 재위 후기에 들어서야 등장하였고 그의 휘하 프로쿠라토르들(클라우디우스 황제의 전통에 따라 해방노예이었던 자들)이 대부분 사용하기 시작한 것이었다. 다른 어느 '파테르 파밀리아스'와 후원자처럼, 도미티아누스는 자신 소유의 노예, 해방 노예, 수하들을 포함한 넓은 '파밀리아'에서 '주인이자 신'이었다. 카피톨리누스에서 도미티아누스에 대한 의식에 관한 플리니우스의 묘사는 살아있는 황제들에 허용되는 전체적으로 특별할 것 없는 '사적이고 비공식적인' 의식들과 일치했었다. 도미티아누스는 극도의 강압적인 전통주의자이었지만 군부와 대중들의 지지를 받았었다. 그는 아우구스투스를 존경했었고 그를 모방하려고 했었을 지도 모르지만 원로원을 아우구스투스의 이념에서 얻은 가상의 동등한 존재로서 다루기보다는 수하나 하급자들처럼 다루는 칼리굴라와 마찬가지의 요령 없는 실수를 저지르고 말았다. 그의 암살이 궁정 내에서 계획되어 이뤄졌으며, 그의 이름은 공식적이지만 체계적이지는 않게 금석문들에서 제거되었다.

### 네르바-안토니누스 왕조
원로원은 노령에, 자녀가 없었으며, 분명하게 내켜하지 않아하던 네르바를 황제로 추대했다. 네르바는 유서 깊은 가문 출신이자 율리우스-클라우디스 왕조 그리고 플라비우스 왕조 등과 관련성을 갖고 있었지만 위험할 정도로 온화하고 우유부단한 '프린켑스'임을 보여주었는데 그는 트라야누스의 동의 하에 퇴위를 하기로 받아들였다. 서기 100년의 소 플리니우스의 송덕문에서는  트라야누스 시기 로마 제국 전역에 걸친 원로원의 권위와 위엄의 뚜렷한 회복에 대해서 말하는 가운데, 플리니우스는 황제의 겸손함에 대해 칭찬하면서도 이것이 전제군주의 선물이라는 위태로운 성질이라는 것을 숨기지 않는다. 트라야누스의 아주 뛰어난 민간 및 군사적 지도력 하에서, 황제의 직위는 신의 명령에 대한 지상의 대리로서 점차 해석되었다. 그는 로마의 제국적 미덕에 대한 영속적인 본보기임을 보여줬을 것이다.
하드리아누스 황제의 히스파니아계 로마인이라는 기원 그리고 뚜렷한 그의 친그리스적인 취향은 황제 숭배에 대한 관점을 바꿔놓았다. 그의 기본적인 주화들에서 여전히 'genius populi Romani'를 알아볼 수 있으나, 그 외 주화들에서는 '헤르쿨레스 가디타누스'(Hercules Gaditanus, 가데스의 헤르쿨레스), 그리고 그리스 문명에 대한 로마 제국의 수호자인 점을 자신과 동일시함을 강조한다. 기념 주화에서는 속주의 신들을 '일으키는' 모습으로 그를 나타내며 (즉 속주들을 발전시키거나 '회복'시킴을 나타낸다), 그는 그리스의 피시디아에 있는 사갈로소스를 제국의 떠오르는 황제 숭배의 중심지로 발전시켰고 서기 131-2년에 그리스의 '판헬리니온'을 독점적으로 후원하였다. 그는 어린 연인 안티누스가 사망할 때 "여인처럼 울었다"라고 전해지며, 그에 대한 신격화에 나섰다. 디오는 하드리아누스가 이 감정적인 사치를 위해 조롱을 받았으며, 특히나 하드리아누스의 누이인 파울리나가 사망한 뒤 그녀에 대한 신격화를 늦추면서 더욱 그랬다고 전하였다.

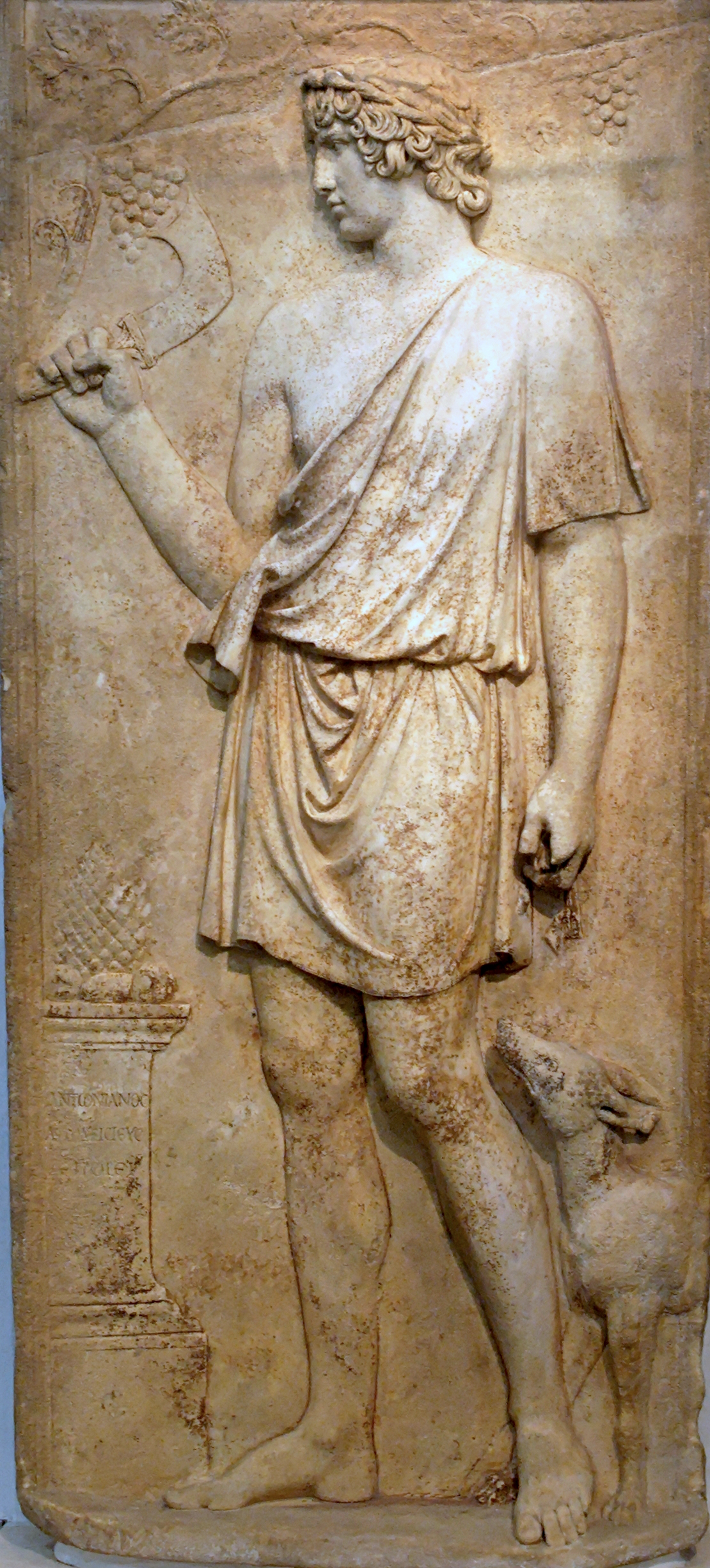
안치오와 라누비움 사이 지역에서 발견된 부조에서 디오니소스로 표현된 안티누스

안티누스 숭배는 특히나 동방 속주들에서 상당한 지속과 헌신이 있었던 교단임을 보여주었다. 그의 출생지인 비티니아에서는 칼리굴라 재위 (재위: 211년-217년) 말에 주화에서 그의 형상이 등장하기도 하였다. 그의 대중적인 숭배는 4세기까지 번영했던 것으로 보이며, 4세기에 들어서서 그는 기독교 논쟁에서 '채찍질하는 소년에 대한 이교도의 숭배'가 되었다. 바우트 (2007)는 그의 미천한 출신, 이른 죽음, '테오스'로서의 '부활' 및 아폴론, 디오니시오스/바쿠스, 후대에 이르서는 오시리스 등과의 모습과 종교적 기능 등을 갖춘 그의 정체성 (이따금은 후대의 학계에서 착오를 겪게도 함) 등을 주목하였다. 로마시 자체에서도, 그는 현존하는 테오스에 관한 금석문 세 개 중 두 개의 주인공이며 영웅 숭배에 좀 더 면밀한 관계성을 갖고 있었는데 이런 점은 '고위 신들'에 대한 그의 중재를 분명하게 호소하게 하였다. 하드리아누스는 바르 코크바의 난 이후 유대 지역에 자기 자신에 대한 황제 숭배와 유피테르를 결합하였다. 그는 아내 비비아 사비나보다 먼저 사망하였는데 이 둘은 신격화가 이뤄졌지만 하드리아누스의 경우는 그의 후임자인 안토니누스 피우스의 애원이 있어야만 하였다.
마르쿠스 아우렐리우스의 스승인 프론토는 황제의 초상이 사적 그리고 공적인 영역에서 거의 모든 곳에 존재했다는 사실을 보여주는 가장 좋은 증거를 제시한다. 이 시기의 사적인 황제 숭배에 대한 증거가 다른 시대와 마찬가지로 희박한 것이기는 했으나, 프론토의 서신들은 살아있는 현직 황제에 대한 '게니우스' 숭배가 공인된 것이고, 한 집안 내의 문제이자, 개인적인 관습이었으며, 아마 이 시기 그리고 다른 시기의 '디비우스'에 대한 숭배보다 한층 더 일반적이었음을 암시한다.
마르쿠스의 아들 콤모두스는 방탕이라는 유혹, 손 쉬운 포퓰리즘, 궁정의 총신들의 지배에 굴복하였다. 그는 그의 집권기를 '황금기'라 평하였고, 자기 자신을 새로운 로물루스이지 로마의 '재건자'라고 묘사하였지만, 원로원에 대해서는 깊은 적대감을 갖고 있었는데 그는    'populus senatusque romanus' (로마의 인민과 원로원)에 대한 기본적인 '공화정'에 대한 황제의 방식을 뒤집었다. 그는 성소, 신전, 경기장 등에서 반신 헤르쿨레스와 자기 자신을 점차 동일시 여겼는데, 특히나 경기장에서 아침에는 '베스티아리우스'로, 정오에는 검투사로서 즐기는 것을 좋아했다. 생애 말년에 그는 '로마누스 헤르쿨레스'라는 공식 직위를 부여받았고, 헤르쿨레스에 대한 국가적 숭배는 콤모두스를 영웅이자, 한때 필멸자였던 신 또는 반신 (그렇지만 '디부스'는 아닌)으로 인식하게 하였다. 콤모두스는 아마 서기 192년 자신의 마지막 날에 사망하기 이전 어느 시기에 자기 자신을 살아있는 신으로서 선포하려고 했을 지도 모른다.
네르바-안토니누스 왕조는 혼란 속에서 막을 내렸다. 원로원은 콤모두스에 대해 기록말살형을 선포하였고, 그의 친위대장이었던 페르티낙스는 막대한 '기부금'을 약조하며 이에 대한 대가로 친위대로부터 황제로 추대되었다. 페르티낙스는 군사적 재능과 행정적 능률성을 통해 기사 계급에서 원로원 의원, 집정관 마침내는 잠깐이지만 황제가 되었다. 그는 친위대의 급여를 제한하려고 시도한 것 때문에 그들에게 살해당했다. 페르티낙스는 친위대에게 현금 지불 및 원로원의 권력 회복을 약조한 디디우스 율리아누스로 대체되었다. 율리아누스는 콤모두스의 기록말살형에 대한 무분별한 청원과 함께 임기를 시작하였는데, 그는 대중을 전체적으로 매수하려는 시도로 크게 반감을 샀으며, 이에 대한 친위대의 동원도 마찬가지였다. 항의 중에, 저항하는 도심의 민중들이 '키르쿠스 막시무스'에 있는 원로원 건물을 점거하기도 하였다. 속주들에서 각기 경쟁하는 황위 주장자들 사이의 내전 배경 속에, 셉티미우스 세베루스가 승자로 부상하였다. 원로원은 곧 율리아누스에 대한 사형, 페르티낙스의 신격화, 셉티미우스의 황제로서 승격 등 사안에 대한 투표를 부쳤다. 이는 콤모두스가 죽은 지 1년 만에 있었던 일이었다.

### 세베루스 왕조
"Sit divus dum non sit vivus" (그가 살아있는 것이 아니면 '디부스'가 되게 하라). '카라칼라가 공동 황제이자 형제인 게타를 살해하기 전에 한 말로 전해짐.

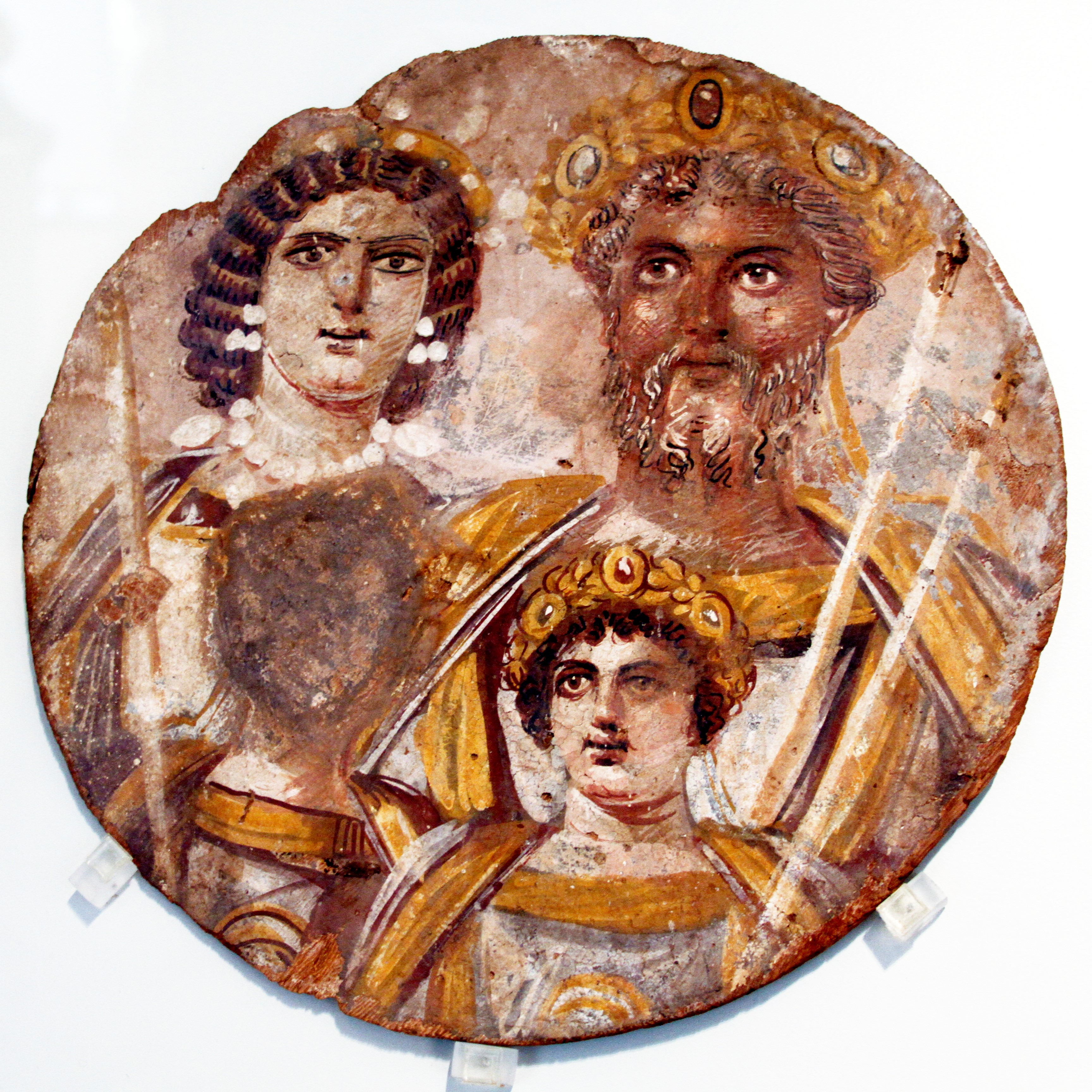
세베루스 톤도는 셉티미우스 세베루스, 그의 아내 율리아 돔나, 막내 아들인 카라칼라 (그림의 우측 아래)와 얼굴이 지워진 살해당한 공동 후계자 게타를 나타낸다 (베를린 국립 미술관 소장).

서기 193년, 셉티미우스 세베루스는 개선식과 함께 로마에 입성하였고 페르티낙스의 신격화를 실시하였다. 그는 콤모두스에 대한 원로원의 기록말살형을 거두었고, 그를 '프라테르'(frater, 형제)로서 신격화했고 이에 따라 경건한 행위를 통해 마르쿠스 아우렐리우스를 자신의 선조로 받아들일 수 있었다. 세베루스의 주화는 저명한 안토니누스 왕조와 '게니우스 포풀리 로마니' 등과 세베루스 왕조 간의 관계를 더욱 강화시켰다'.
세베루스의 집권기는 원로원, 황제, 군부 관계에 있어 중대한 시기에 해당한다. 원로원의 동의는 신성성을 띠는 '임페리움'이 로마 인민의 이익을 위한 공화적 허용이라 보았고, 신격화는 원로원 권력의 표현이었다. 베스파시아누스는 원로원의 '게니우스'와 아우구스투스의 전통에 호소함으로써 자신의 지위를 지켰었던 반면, 세베루스는 고위 군사 직위에 대한 원로원 의원들의 관습적인 우대를 뒤집었다. 그는 로마 내 플레브스들의 권위를 키웠고, 로마 내에 충성스러운 수비대를 주둔시켰으먀 자신의 지휘관들을 직접 골랐다. 그는 제국의 수입, 군사적 인력, 불안의 원천이던 속주들에 대해서 직접적인 관심을 두었다. 경쟁자인 클로디우스 알비누스를 루그두눔에서 격퇴시킨 뒤, 그는 황제 숭배의 중심지를 재건하고 개혁에 나섰다. '데아 로마'(dea Roma)는 제단에서 제거되었고 신격화 된 아우구스티들이 있는 신전으로 국한되었다. Fishwick는 이 의무적인 새로운 의식을 그의 하급자들에 대한 '파테르 파밀리아스'로서 비롯한 것이라 해석한다. 세베루스의 수호신들이던 멜카르트/헤르쿨레스와 리베르/바쿠스 등은 서기 204년 백년제에서 세베루스 그리고 그의 두 아들과 함께 중요한 위치를 차지했다. 세베루스는 카라칼라 그리고 게타에게 "사이좋게 지내며, 병사들을 배불리하고, 그 외의 다른 자들은 무시하거라"라는 말과 함께 제국을 공평히 남겨주며 브리타니아에서 군사 원장을 벌이던 중인 서기 211년에 자연사하였다.

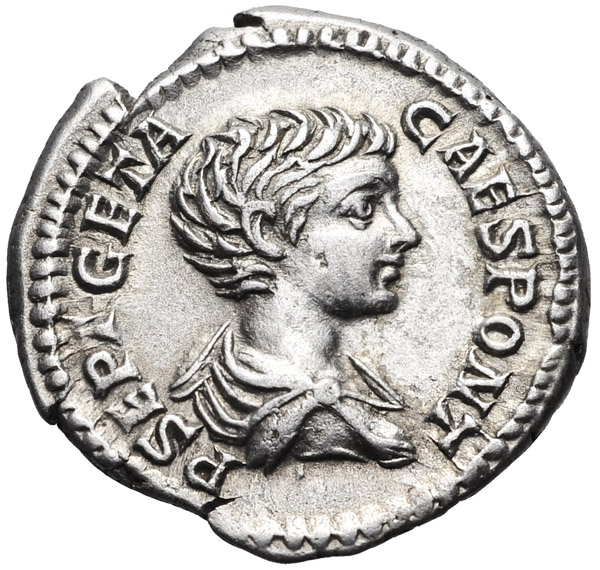
게타의 데나리우스

서기 212년경, 카라칼라는 게타를 살해하고, 그에 대한 '기록말살형'을 선포했으며 '안토니누스 칙령'을 내렸다. 이 칙령으로 로마 제국에 거주하는 모든 자유민들에게 완전한 로마 시민권이 부여되었고 게타의 '음모'를 좌절시킨 '로마 인민들의 승리'를 축하하기 위한 관대한 권유로서 표현되었다. 실상 카라칼라는 수입 확보와 신병 모집에 있어 고질적인 부족을 겪었다. 그의 '선물'은 결코 인기있는 조치는 아니었으며, 이 칙령을 받는 이의 대부분은 농민 지위와 직업을 가진 후밀리오레스이었는데 이는 전체 인구의 대략 90%에 해당했다. 이들은 여전히 신분이 '후밀리오레스'로 있지만, 이제부터는 세금을 내야했고, 군단에서 복무해야 했으며, 자신들의 '해방자'의 이름을 받아들여야 했다. 다른 황제들은 가문의 의무였던 '모스 마이오룸'을 대개 상징적 수준에서 '게니우스' 숭배에 활용했던 반면에, 카라칼라는 본인의 생존을 국가 및 '시민권자' 들과 직접적으로 동일시 여겼다. 카라칼라는 아버지의 군사들의 충성을 물려받았지만 새로운 시민권자들은 이에 대해 기뻐하지 않았고 콤모두스 방식으로 인기를 사려는 그의 행동들은 의도한 효과를 보지 못한 것처럼 보였다. 필로스트라토스의 평가에서, 제국에 대한 그의 포용은 그의 인색하고 편협한 사고 방식에서 실패하였다고 보았다. 그는 자신의 친위대장 마크리누스의 공모 가능성과 함께 서기 217년에 암살당하였다.
군부는 마크리누스를 '임페라토르'라며 선언하였고, 그는 카라칼라의 신격화에 나섰다. 기사 계급에서 황제까지에 이 전통적인 '쿠르수스 호노룸'을 건너 띤 그의 갑작스러운 과정의 부적절함에 대해 알고 있던, 그는 '스스로의 황제 지목'에 대하여 정중하게 원로원의 승인을 받으려 하였다. 그 승인은 통과되었고, 새로운 황제는 '임페리움'에 대한 법률전문가의 접근이 있었지만, 그의 대외 정책은 군부에 있어서 몹시나 조심스러웠고 유화적이었다. 1년이 조금 지나서, 그는 쿠데타로 살해당했고 시리아적 배경과 세베루스 가문의 혈통을 가지고 있던 바리우스 아비투스 바시아누스 또는 그의 신 또는 사제 이름에 대한 라틴어식 명칭인 엘라가발루스로 한층 더 알려진 이름을 가진 황제로 대체되었다.
14세의 황제는 자신의 고향 에메사에 있는 태양신을 공식적인 황제 숭배의 대상으로서 로마로 들여왔다. 시리아에서, 엘라가발루스 숭배는 널리 퍼져 있었고 잘 정착되어 있었다. 로마에서, 이 신앙은 이질적이었고 (일부 고대 사료에 의하면) 역겨운 동방의 새로운 문물이었다. 서기 220년, 엘라가발루스 사제가 '솔 인빅투스' (불멸의 태양)로서 유피테르를 알레가발루스 신으로 대체하였고 이에 따라 '폰티펙스 막시무스'로서의 황제 역할이 경시되었다. 마리우스 막시무스에 의하면, 그는 전차 운전사, 자물쇠 장인, 이발사, 요리사 등이 포함된 정무관들을 통해 퇴폐적인 '왕궁'에서 통치를 하였다고 한다. 최소한, 그는 원로원과 군부 모두에게 지나치게 나약하고 기이한 인물로 여겨졌던 것 같다. 그는 18살 때 친위대에 암살되었으며, 기록말살형이라는 완전한 경멸의 대상이 되어 마지막 세베루스 가문 일원인 그의 어린 조카 알렉산데르 세베루스로 대체되었으며, 알렉산데르는 235년에 폭동으로 암살될 때까지 13년을 재위했다.

## 내전과 전제정
세베루스 왕조의 종말은 중앙 정부의 '임페리움' 붕괴로 이어졌다. 경제에 있어 초인플레이션, 뒤이은 고질적인 전염병이라는 배경 속에, 속주에서는 황제 자리를 두고 일어난 경쟁자들이 패권을 두고 싸웠으며, 여기에서 실패한 이들은 자신의 속주에 자기만의 제국을 세웠다. 대부분의 황제들은 좀처럼 로마에 가보지도 않았고, 원로원과 명목상의 관계를 두었을 뿐이었다. 조직적인 제국의 군사적 대응이 없는 상황에서 외국 민족들은 침략과 약탈의 기회를 포착했다.

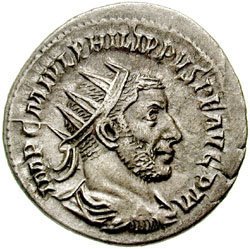
태양관을 쓴 필리푸스 아라부스를 나타내는 안토니니아누스

막시미누스 트락스 (재위: 235–8년)는 자신의 군대에 임금을 지불하기 위해 로마시 내 국가 신전들의 재원을 분리시켰다. '디부스'들의 신전들이 이 조치에 첫 번째 대상이었다. 이는 그의 후세에 있어 좋지 않은 조치였는데, 신격화를 부여하거나 부여하지 않는 것은 황제의 옳고 그름에 대한 공식적인 판단으로서 남아 있었지만, 국가의 신들의 신전을 벗겨내는 것은 더욱 더 큰 모욕을 야기하였다. 막시미누스의 행동은 막시미누스의 행동은 불경함보다는 극심한 위기 상황에서의 필요성을 더 잘 보여주는 것일 가능성이 크다. 그는 아내가 사망했을 때 그녀를 신격화했지만, 원로원이 드물게도 그가 살해한 전임자를 신격화하고, 대대적으로 반발하였다. 그의 후임자인 고르디아누스 1세는 잠시 재위했지만 성공적이었고 그가 죽은 뒤 '디부스'가 되었다. 그 후에 단기간의 군인 황제들의 계승이 이어졌다. 황제 숭배의 추가적인 발전은 필리푸스 아라부스 때까지 멈춘 것으로 보이며, 필리푸스는 고향 도시인 필리포폴리스에 아버지를 신으로 모신 조각상을 세웠고 어린 전임자인 고르디아누스 3세의 시신을 신격화를 위해 로마로 데려왔다. 필리푸스의 주화는 태양관을 쓴 모습으로 보여지며 (태양 숭배 또는 제국의 군주정에 대한 헬레니즘화 된 형태를 암시), 뒷면에는 베누스와 '데아 로마'에 대한 로마 신전이 나타나 있다.
서기 249년, 전통주의자이자 전직 집정관 및 총독이었던 친위대장 데키우스가 전임자를 살해하고 반란을 일으켜 그 뒤를 이었다. 의심적인 합법성을 띠는 제위를 이어받은 뒤, 데키우스는 자기 자신을 제국의 적법한 ‘복원자이자 구원자’ 및 제국의 종교라며 정당화하였다. 재위 초기에 그는 태양관을 쓴 디부스로서의 황제들의 담긴 여러 주화들을 발행했다. 필리푸스, 고르디아누스들, 페르티낙스, 클라우디우스 등은 제외되었는데 아마 데키우스는 이들이 이러한 영예를 받을 가치가 없다고 여겼을 것이다. 이집트 내 종교적 소요 사태에 대응하여, 그는 제국의 모든 신하들에게 '조상의 신들'에 대한 확인되고 허용받은 제물을 통하여 국가에 이익이 되도록 적극적 활동해야 하며 그렇지 않으면 불이익을 받을 것이라는 칙령을 반포하였는데, 로마를 위해 충성스러운 신하들이 주도하는 제물은 그들과 그들의 신을 로마인이고 로마의 신이라 정의하는 것이었다. 유대인들만이 이 의무에서 제외되었다. 데키우스의 칙령은 제물의 거부에 대해 프로콘술급에서 시행하고 처벌하도록 하게 했고 사형보다는 배교를 하도록 했다. 이 칙령의 기한이 지나간 뒤, 기간의 연장이 이뤄졌고 얼마 안 되어 데키우스 본인이 죽음을 맞이 했다.
발레리아누스 (재위 253–60년)는 기독교를 가장 규모가 크고 가장 고집 세며 이기적인 비로마적 종교로 여겼고, 기독교 모임을 불법화하고 기독교인들로 하여금 로마의 전통신들에게 제물을 바치게 끔 강제했다. 그의 아들이자 공동 황제이며 엘레우시스 밀의종교의 신도 갈리에누스는 스스로를 전통적인 로마의 신들이자 군사적 행위의 미덕이라 여겼다. 아우렐리아누스 (270–75년)는 병사들간의 화합 (concordia militum)을 호소하였으며, 제국과 국경을 안정화시키고 로마의 캄푸스 마르티우스에 팔미레네의 '솔 인빅투스'에 대한 공식적이며 헬레니즘 형태의 단일 종교를 설립하였다. 원로원은 그를 '세계의 구원자'(restitutor orbis) 및 '신이자 타고난 지배자'(deus et dominus natus)라며 떠받쳤지만 그는 친위대원에 의해 살해되고 말았다. 그의 후임자들인 그의 업적을 강화시켰으며 프로부스의 주화는 태양관을 쓴 그의 모습을 나타내고 있고, 그의 풍부한 종류의 주화들에는 로마시 내 베누스와 '데아 로마'의 신전을 보여주고 있다.
이러한 정책들은 디오클레티아누스의 사두정치 때 절정에 이르렀다. 제국은 서방과 동방이라는 행정 블록으로 분리되었고, 이 각각은 예비 황제격인 카이사르(부제)의 도움을 받는 아우구스투스 (정제)가 위치했다. 속주들은 쪼개져 재분할이 이뤄졌으며 이러한 제국의 행정 체계는 규모, 범위, 세부적인 사항들에 대한 관심 사항 등에서 예외적이었다. 디오클레티아누스는 종교적으로 보수적인 인물이었다. 서기 284년 재위 때, 그는 '디부스' 안티누스를 기념하는 경기들을 열었다. 그의 전임자들이 저항 세력들에 대해 박해와 강압을 가하듯이, 디오클레티아누스는 기독교 역사에서 디오클레티아누스 박해라고 알려진 여러 차례의 격렬한 반응을 보였다. 락탄티우스에 의하면, 이는 디오클레티아누스의 '도무스'에서 불길한 창자점으로 시작되었고 그 후에 전 부대에 이 불길함을 달래는 희생 의식 명령이 알려지지 않은 시기에 떨어졌다. 302년이 이 시기라 여겨지며 에우세비우스 역시도 기독교인들에 대한 박해가 군대에서 시작되었다고 하였다. 역시나 막시밀리아누스의 순교 (295년)가 군 복무 거부에서 비롯한 것이었고, 마르켈루스' 순교 (298년)도 군 복무를 철회한 데에서 그런 것이었다. 법적으로, 이러한 행위는 군사적 반란이었고 디오클레티아누스의 칙령은 이러한 일들과 양심과 신앙에 대한 유사한 행위들 이후에 벌어진 것일 수 있다. 알려지지 않은 수의 기독교인들이 전통적으로 반란자들과 반역자들에게 적용되는 극도의 가혹한 처벌을 겪었던 것으로 보인다.
디오클레티아누스의 확장된 '콜레기아' 체계에서, 제국의 영예는 정제와 부제를 구별하고 그의 동료인 막시미아누스와 디오클레티아누스를 구분하였다. 제국과 '임페리움'의 분할이 평화와 안정된 계승의 가능성을 제시하는 것처럼 보였지만, 제국의 단일성은 단 한 명에게 최고 권력과 지위를 부여가 필요하였다. 정교한 예법이 제국의 인물과 그 과정에 접근하는 데 둘러싸고 있었으며, 특히나 아우구스투스 (정제)는 독립적이고 별도의 인물로 만들어졌는데, 그에게 접근할 수 있는 사람은 오직 그의 가장 가까운 측근들뿐이었다.

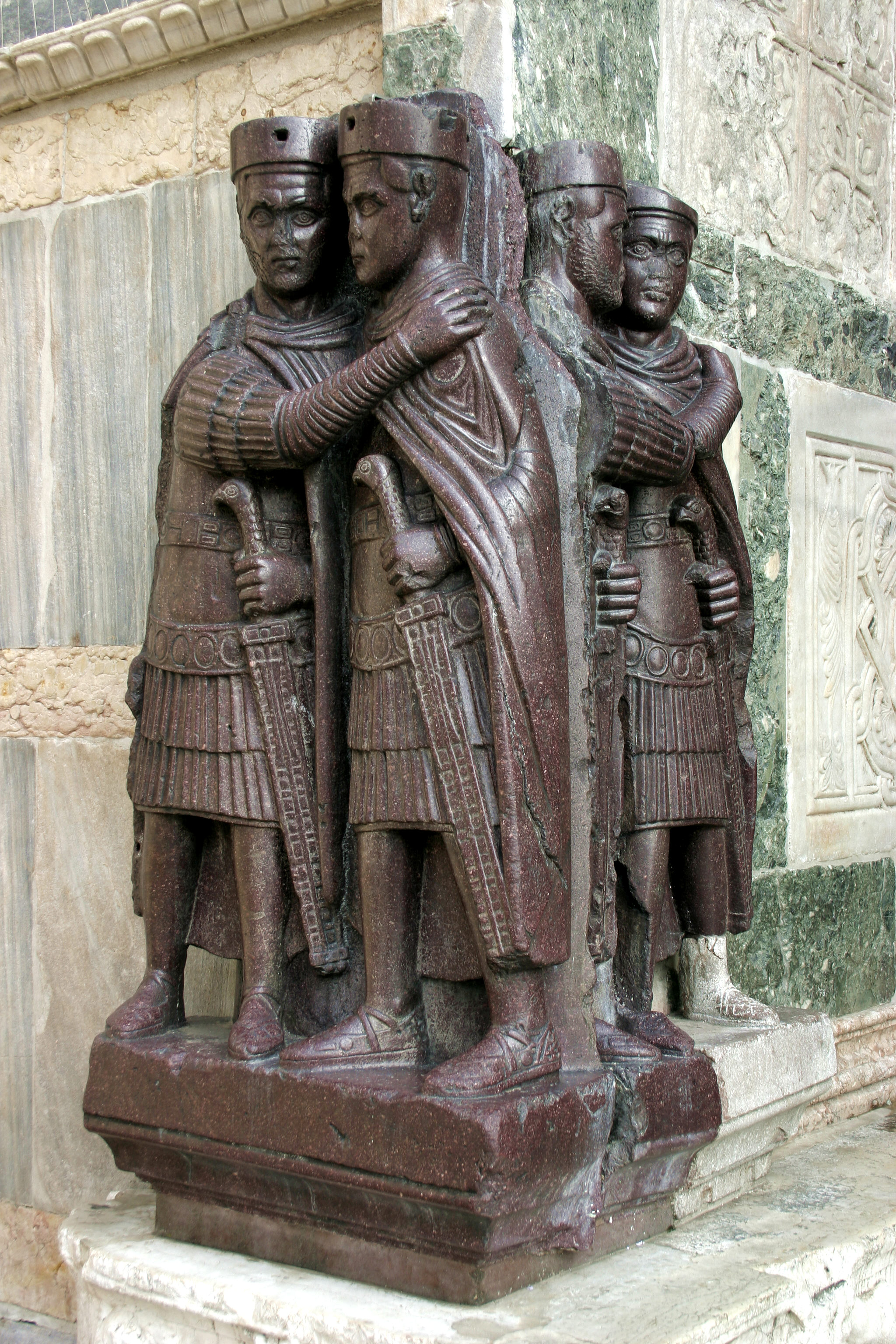
제국의 사두정치에 대한 거의 동일한 공식적 형상은 디오클레티아누스의 우위성과 제국에 대한 내적 긴장을 숨기고 있다.

디오클레티아누스가 공언한 보수주의는 '신성성을 띠는 군주'로서 개인의 상승에 대한 체계적인 구조를 거의 완전히 불가능케 하였다. 오히려 그는 제국의 신성한 질서에 대한 징후이자 신적 의지의 절대적 도구로서 정식적으로 황제 의식을 정교하게 만들었다. 이 생각은 스토아 철학과 아우렐리아누스 시기에 두드러진 태양신 숭배에서 분명하게 표현된 아우구스투스 시대 즉 이전 시기의 것이었다. 사두정치가 시작되기도 이전인 그의 재위 아주 초창기 때, 디오클레티아누스는 '요비우스'의 '별칭'을 도입하고, 그의 부제는 '헤르쿨리우스'라는 칭호를 도입하였다. 사두정치 당시에, 이러한 칭호들은 늘어났지만, 명백한 신성성의 우선순위를 반영한 것이라고는 할 수 없었다. 한 가지 예로, 정의 신적인 '별칭'(signum)은 그의 부제의 별칭에 비해 낮은 것이었다. 이러한 신적 관계성은 신적 존재에 대한 '코메스' 또는 황제에 대한 '코메스'라고 하는 황제들의 군사적 전례를 따른 것일 거이다. 게다가, 신적인 '별칭'은 궁정의 송덕문 그리고 민간 예절이라고 하는 꽤나 좁은 맥락에서 나타난다. 일반적인 주화 또는 제국의 권력과 통일성을 상징하는 비인격적이고 거의 동질적인 추상물로 표현되는 사두정치의 조각상 등에서 그 외관이 들어나지 않는다.

## 배경과 선례
아우구스투스의 합의안은 동시대의 옹호자들에게 혁명적이기보다는 복원적이고 보수적인 것이라 여겨지며 고취되었다. '동등한 자들 중의 으뜸'이라고 하며 살아있는 프린켑스의 '게니우스'에 대한 공식적 숭배는 그의 예외적인 권력, 자기절제에 대한 그의 능력, 공화정 전통에 대한 그의 경건한 존경심 등으로 인정받았다. '좋은' 황제들은 살아있는 신으로서 공식적인 숭배에 대한 제의를 거절하고, 좀 더 겸손한 영예인 '게니우스'에 대한 숭배를 받아들였다. 후대의 황제들이 로마에서 추구하고 얻어낸 신적 영예들이라고 하는 권리들은 그들의 원로원과의 나쁜 관계를 반영하는데 테르툴리아누스 시대에도 여전히 "죽기 전에 신이라 칭하는 나쁜 저주'라고 하였다. 다른 한편으로는 황제의 형상이 제국 내 곳곳에 있다는 점을 판단할 때, 살아있는 황제에 대한 사적 숭배는 다른 곳에서도 마찬가지로 로마에서 있었을 것으로 보인다. Gradel이 말하기로는, 어떠한 로마인도 자신의 황제에게 제물을 바쳤다고 하여 처벌을 받지 않았다고 하였다.

### '디부스', '데우스', '누멘'

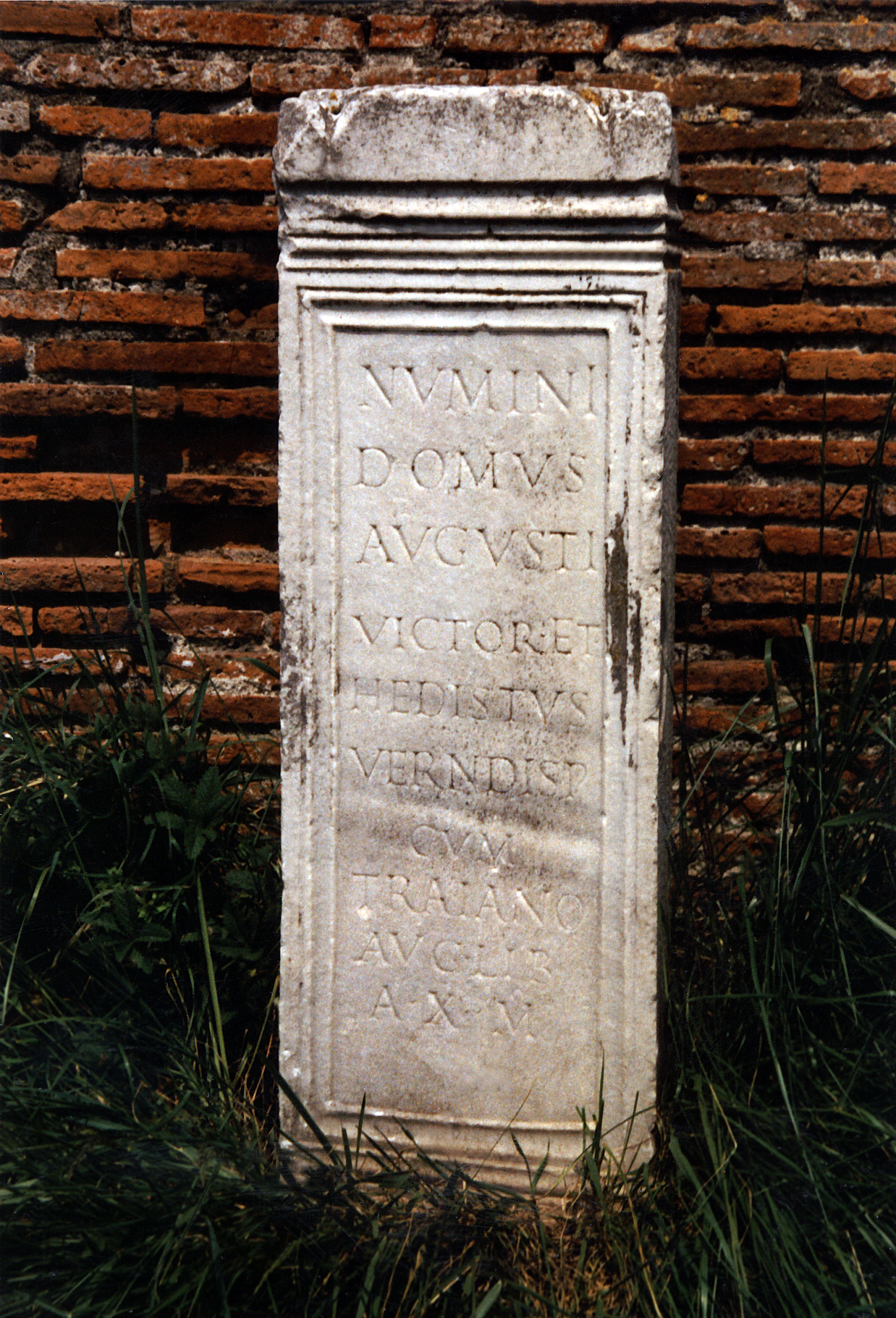
오스티아 안티카의 '아우구스투스 일가의 누멘'에 대한 헌정비 ('CIL 14.04319)

'디부스'는 파렌탈리아나 다른 중요한 행사에서 '마네스'(manes, 지하세계의 신들)라고 하는 조상들에게 바치는 종교 의식을 받는 신적 존재의 선조들 ('디 파렌테스')에서 어느 정도의 선례를 갖고 있다. 디 파렌테스의 권한들은 제한적이었는데, 죽은 필멸자들은 일반적으로 고위 신들의 신성력 ('누멘'을 가지고 있지 않기 때문이다. 죽은 황제는 자동으로 '디부스'가 되는 것이 아니며, 특권을 통해 지목되어야만 하는 것이었다. 황제의 디부스가 되는 경우는 원로원에서 논의가 되었는데, 논의가 되면 이에 대해 투표가 부쳐졌다. 적절한 의식이 치러지고 제물이 바쳐진다면, '디부스'는 천상의 신들에게 그들 자신들보다는 낮은 존재인 '코일리콜라'(coelicola, 천상의 거주자)로 받아들여진다. 대중들은 '디부스' 아우구스투스가 유피테르에게 친히 환영을 받았을 것이라는 믿음을 가졌다. 다른 한편 세네카의 '호박화'에선, 신격화된 클라우디우스의 예상치 못한 도착이 그가 누구인지 몰랐던 올림포스의 신들에게 문제를 불러일으켰고, 그가 누군지 알고 난 뒤에는 그와 할 수 있는 것이 없다고 생각하였다. 세네카의 빈정대는 재치, 즉 '데우스'에 대한 용납할 수 없는 불경함은 '디부스' 클라우디우스를 단순히 죽은 자이자 우스꽝스럽고 그저 꽤나 질 나쁜 황제로서 자유롭게 표현한다. 신격화된 황제들의 형상은 신성불가침적이고 이들에 대한 의식 역시도 분명하게 신성성을 띠었지만, 만들어지고, 폐기될 수 있으며, 강화될 수도 그저 잊혀질 수도 있는 것이었다. 아우구스투스와 트라야누스는 어떤 다른 이들보다 디부스적 이상향이 오랜 기간 지속된 것으로 보이며, '훌륭한' 신격화 된 황제들에 대한 숭배는 후기 제정까지 꽤나 잘 이어졌던 것으로 보인다.
다른 한편으로 살아있는 황제의 거대한 권력은 망라하는 국가 기관들을 통해 가능하였다. 제국에 있어 '파테르 파밀리아스'로 인정받기만 한다면, 프린켑스는 자연스럽게 제국의 모든 계층들로부터 '게니우스' 숭배의 자격을 얻게 되었다. 살아있는 황제의 '누멘'에 대한 숭배는 꽤나 다른 문제였고 다름아닌 신성성을 띠는 군주의 표현이었을 것이다. 따라서 아우구스투스의 누멘에 대한 숭배 초기에 대한 반응들은 극도로 조심적이었다.
황제 숭배에 있어서 '데우스', '디부스', '누멘' 간의 모호한 관계는 단순히 황제 숭배의 기원이 실용적이고, 존경심을 표하는 것이자,  다소 회피적인 제국의 해결책에서 기원한 것으로 상황에 따라 의미가 달라지는 넓은 의미를 사용했음을 반영한 것일 수 있다. Beard의 et al에서, 신격화 된 황제 및 황가의 인물들에 대한 실용적이고 보편적인 로마의 숭배는 헤르쿨레스, 아이네이스, 로물루스 등의 반신적인 영웅 인물들 같은 종류의 필멸자는 본인의 보통의 상태를 신들의 무리가 있는 그 이상으로 끌어올릴 수 있는 충분한 ‘누멘’의 수준을 갖고 있으나, 그렇지만 로마의 전통주의자들의 시선에서는 아직까지 필멸자에 머문다고 하는 역설에 결정됐다는 것이 분명하다라고 언급한다.

### 사크리피키움

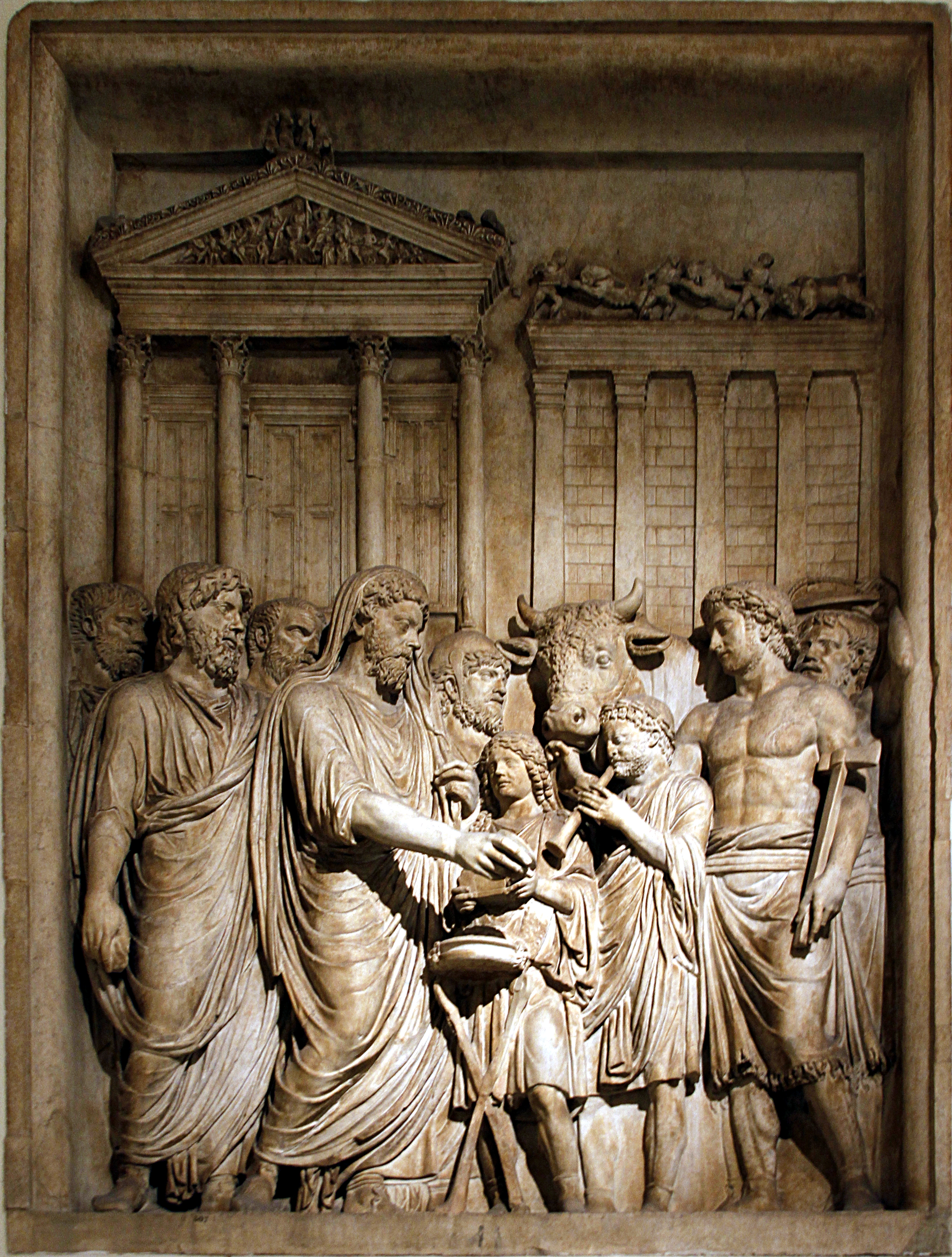
폰티펙스로서 유피테르 카피톨리누스에게 승전에 대한 감사의 제물을 바치는
마르쿠스 아우렐리우스. 한때 마르크스 아우렐리우스 개선문의 일부 (로마 카피톨리니 박물관 소장).

제물을 바치는 의식 ('사크리피키움‘)은 공직에 대한 서약, 조약의 맹세, 사업 계약 및 혼인에 대한 준수 등 공공과 사적 영역의 계약을 형성하였다. ‘사크리피키움’의 참여는 한층 넓은 공동체에 본인의 서약과 그에 대한 가치를 인지시키는 것이었으며, 데키우스 시절에는 강제적 준수 사항이 되었다. 리비우스는 군사적 그리고 민간적 영역의 재앙들이 점술에서 오류 (’비티움‘), 적절한 희생 의식을 소홀히 한 것, "외국"의 종교와 미신(‘수페르스티티오’)의 불경스러운 확산의 결과라고 여겼다. 종교법은 특정 상황에서 특정 신들에 대한 희생 의식 요구에 집중되어 있다.
율리우스-클라우디우스 왕조 때, 아르발레스 사제단은 황제 일가의 일원들의 탄생일, 즉위 기념식 등에 황가의 계속적인 안녕을 기념하기 위해, 그리고 반란 음모를 진압시키는등의 예외적인 사건들을 기념할 때 등 여러 신전들에서 로마의 국가 신들에 대한 제물을 바쳤다. 1월 3일에 이들은 매년마다 서약의 의식을 치렀으며, 신들이 서약의 기간 동안에 황가를 안전하게 지켜주었더라면 이들은 그 전년에 바치기로 약속한 제물을 바쳤다. 그렇지 않았더라면 트라야누스가 사망한 이후의 서약의 의식 경우처럼 보류될 수가 있었다. 폼페이에서, 살아있는 황제의 '게니우스'에게 황소 한 마리가 바쳐지고는 했는데 아마도 이 당시의 황제 숭배에 있어 보편적인 행위였을 것이며, 그렇지만 포도주, 케이크, 향 등의 보다 낮은 제물들도 바쳐지기도 하였으며 후대 제국 시대에 특히 두드러졌다. '디비우스'와 '게니우스'에게는 국가의 신들로서 같은 종류의 희생 의식이 치러졌으며, 이를 담당하는 관료들은 기독교인들에게는 보다 덜 가벼운 행위로서 황제에게 제물을 바치게  가능성을 제공했다.

### 점복, '이라 데오룸', '팍스 데오룸'
고대 전통에 따르면, 선임 정무관들은 제물을 바치는 신성한 장소 ('템플룸')에서 자연의 신호들을 관찰함으로써 신의 의지를 읽어내는 아우구르를 통해 계획한 행동들에 대한 신의 의견을 물었다. 정무관들은 법정 과정을 중단하거나 뒤집기 위해 점복에 관한 자신들의 권한 ('ius augurum')을 사용할 수가 있었지만, 아우구르의 관찰과 조언 하에 그들의 결정을 근거로 해야만 했다. 키케로 같은 경우, 이러한 관례가 아우구르를 공화정 후기 시절에 가장 강력한 권위 기관으로 만들게 했다.
공화정 후기에 점복은 점차 '쿠르수스 호노룸' 과정으로 이어지던 성직-관료들인 '폰티펙스' 사제단들의 감독 하에 있게 되었다. '폰티펙스 막시무스' 직위는 마침내 '사실상'의 집정관과 동일한 직위가 되었다. 레피두스가 사망했을 당시, '폰티펙스 막시무스'라는 그의 직위는 아우구스투스에게 넘어갔는데, 그는 국가의 신탁들 (시불라의 서 포함)에 대한 성직적 권한을 차지하였고, 감찰관으로서 권력으로 허가받지 않은 신탁들을 억누르는 데 사용했다. 옥타비아누스의 아우구스투스라는 명예직은 신의 의지의 표현이라는 그의 업적을 보여주는데, 후기 공화정의 불경함이 천상의 무질서와 분노(ira deorum)를 불러일으켰고, 신의 명령에 대한 그의 순종은 신의 의지를 담은 평화 (pax deorum)를 가져왔다는 것이었다.

### 게니우스 및 가문 숭배
'모스 마이오룸'은 일반적인 '가부' (家父/pater familias, '가정의 아버지' 또는 '가문 재산의 주인')의 거의 군주제에 가까운 가정 내 권위 및 가정과 지역 사회에 대한 의무, '레스'와 '페나테스'에 대한 성직적 의무 등을 설립하였다. 가부라는 지위는 공화정 시대의 정무관처럼 선출적이고 임기가 제한된 것과는 달리 세습적이고 혈통적인 것이었다. 가부의 가문 (특히나 노예 및 해방 노예 등)은 가부의 '게니우스' 숭배에 대한 호혜적 의무를 지니고 있었다.

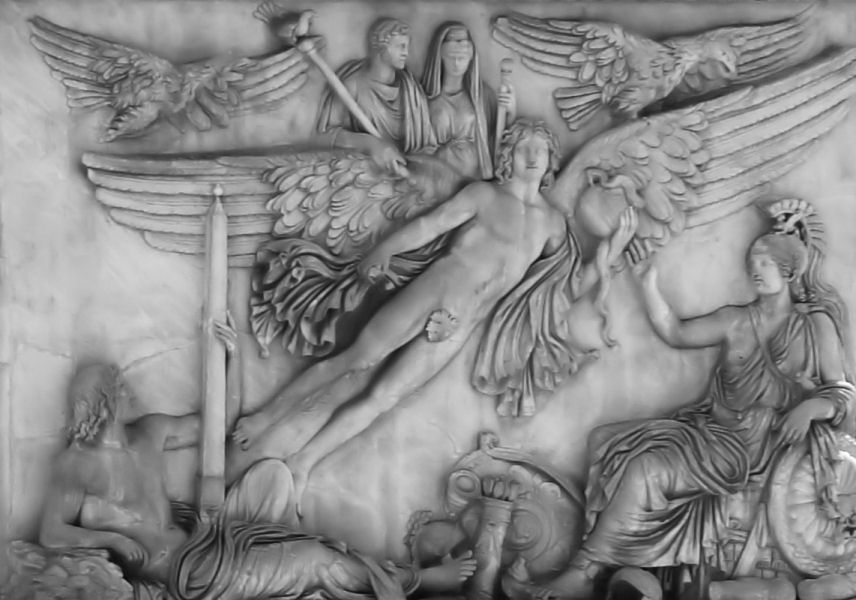
독수리 두 마리의 호위를 받고 있는 날개 달린 게니우스가 신격화 된 안토니누스 피우스 그리고 그의 황후 파우스티나를 태우고 있다 (바티칸 안토니누스 피우스 원주의 기초 부분).

'게니우스'는 율리우스 카이사르의 '율리우스'(Julli) 씨족처럼 개인 및 그 개인의 씨족 ('겐스') 내 근본적인 정신이자 발생의 근원으로, 뱀이나 영원히 어린 모습의 소년의 모습으로 묘사되었다. '가부는 자신이 받아들인 자들에게 자신의 이름, 어느 정도의 '게니우스', 가정 내 의례에서 역할, 의무 영예 등을 부여할 수 있었다. 카이사르의 양자이던, 옥타비아누스는 자신의 출생 씨족 및 노력에서 얻은 것 외에도 양부의 '게니우스', 상속 재산, 영예 등을 상속받을 수 있었다. 살아있는 황제들의 예외적으로 유력한 '게니우스' 같은 경우에는 황제의 행동을 통해 신의 의지를 표현하였다. 기원전 30년, 옥타비아누스 (후대의 아우구스투스)의 게니우스에 대한 제물은 공공 및 사적 연회의 의무가 되었고, 기원전 12년부터는, 살아있는 황제의 '게니우스'에 의한 국가의 맹세가 이뤄졌다.
로마의 '가부'는 집안 내 성소에서 그리고 화롯불에서 '라레스'와 '페나테스', '디 파렌테스'/'디비 파렌테스'에게 매일 의식을 하였다. 로마 정부의 의례용 화로를 포함하여 모든 화로의 여신인, 베스타는 시민들의 '공적' 그리고 '사적' 의무를 연결하였다. 베스타에 대한 국가적 숭배는 베스타 신전 인근 국가 시설의 '폰티펙스 막시무스'가 주관하였다. 아우구스투스가 기원전 12년에 '폰티펙스 막시무스'가 되었을 때 그는 팔라티움 언덕에 있던 본인 소유의 저택을 베스타 사제단에 주었다고 한다. 그의 '페나테스'는 그의 집안의 신들로서 그곳에 남아 있었고 곧 '라레스'에 합류하게 되었다. 이에 따라 그의 이 선물은 신성 시 받는 베스타 사제단 및 로마의 신성한 화로 등을 그의 가정 숭배와 결부시켰고 그의 '도무스'를 국가와 국가의 거주민 등에게 상징적으로 확장시켰다. 그는 또한 전통적이고 대부분이 플레브스 계열이던 콤피탈리아 성소 등을 받아들여 촉진시키고 이들의 행사를 확장시켰는데, 이에 따라 콤피탈리아의 '라레스'는 '아우구스티'(아우구스투스의, 아우구스투스와 관련한)로 알려지게 되었다.

### 군대에서 역할

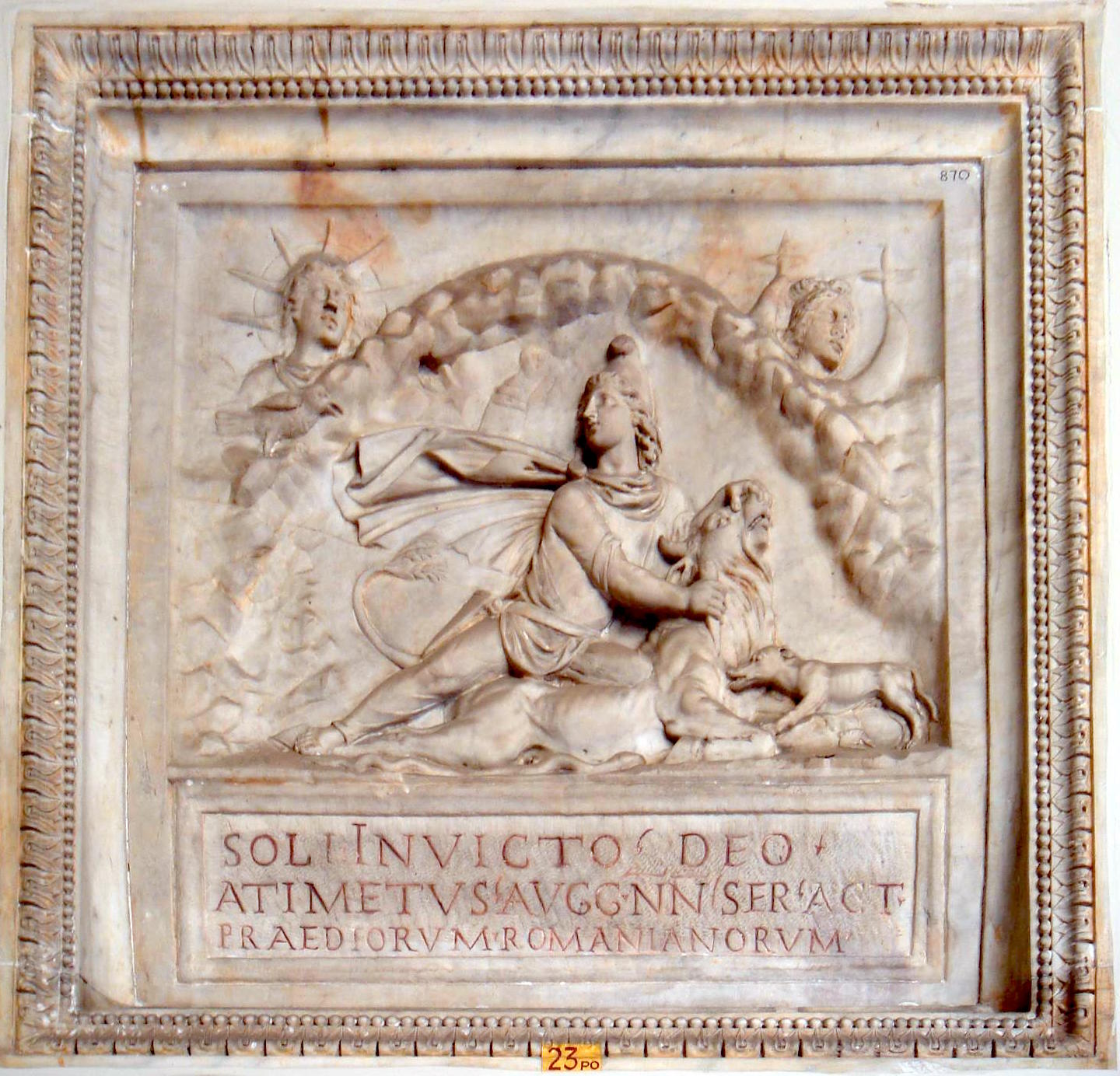
미트라에 대한 숭배는 점차 제국의 태양신에 흡수되었으며, 솔 인빅투스는 사진 좌측에 위치해 있다 (바티칸 박물관 소장).

로마의 시민으로 이뤄진 군단병들은 마리우스의 군사 전통을 유지했던 것으로 보인다. 이 시민병들은 유피테르에게 로마 황제에 대한 안녕을 빌고 국가, 지역, 그리고 개인적 신앙을 가진 신들에게 정기적인 숭배를 하였다. 황제 개인 및 그 일가 (familia)에 대한 숭배가 즉위식, 기념일, 매년 거행 되는 맹세 행사 등에서 점차 이뤄졌고, 현직 황제의 흉상이 이마기니페르라고 하는 지위의 군사가 담당한 채 목적성을 띠고 로마 군단의 성소에서 보관되기에 이르렀다. 세베루스 왕조 초기에, 군단들은 국가의 신들, 신격화 된 황제들 (divi), 현직 황제의 '누멘', '게니우스', '도무스' (또는 파밀리아/familia) 등을 숭배했고 '주둔지의 어머니'로서 황후에 대해서도 특별한 숭배를 하였다. 이 시기 무렵에, 미트라 숭배 역시도 군대에서 아주 인기를 얻어 군대 내 질서와 충성심의 근거로서 미트라를 태양신이자 스토아적 일원신으로 받아들인 혼합주의적인 황제 숭배에 근거를 마련해주었다.

### 재단, 신전, 사제단
황제 숭배 신전은 '카이사리움' (라틴어) 또는 '세바스테이온'(그리스어)으로 알려져 있다. Fishwick의 분석에서, 로마 정부의 '디부스'들에 대한 숭배는 신전과 관련이 있고, 살아있는 황제의 '게니우스'에 대한 숭배는 그 황제의 재단과 관련성을 띤다고 하였다. 황제의 형상 및 신전 내 그 위치 등은 인물 그 자체와 속성, 신성성 및 인간 계층에서의 위치에 대한 관심을 집중시켰다. 황제 숭배에 대한 물질적인 표현의 지출은 막대했었고 3세기의 위기 때에야 비로소 억제되었다. 알려진 바로는, 마르쿠스 아우렐리우스 통치 이후로는 국가 차원의 신격화된 황제를 위한 새로운 사원이 건설되지 않았다고 한다.

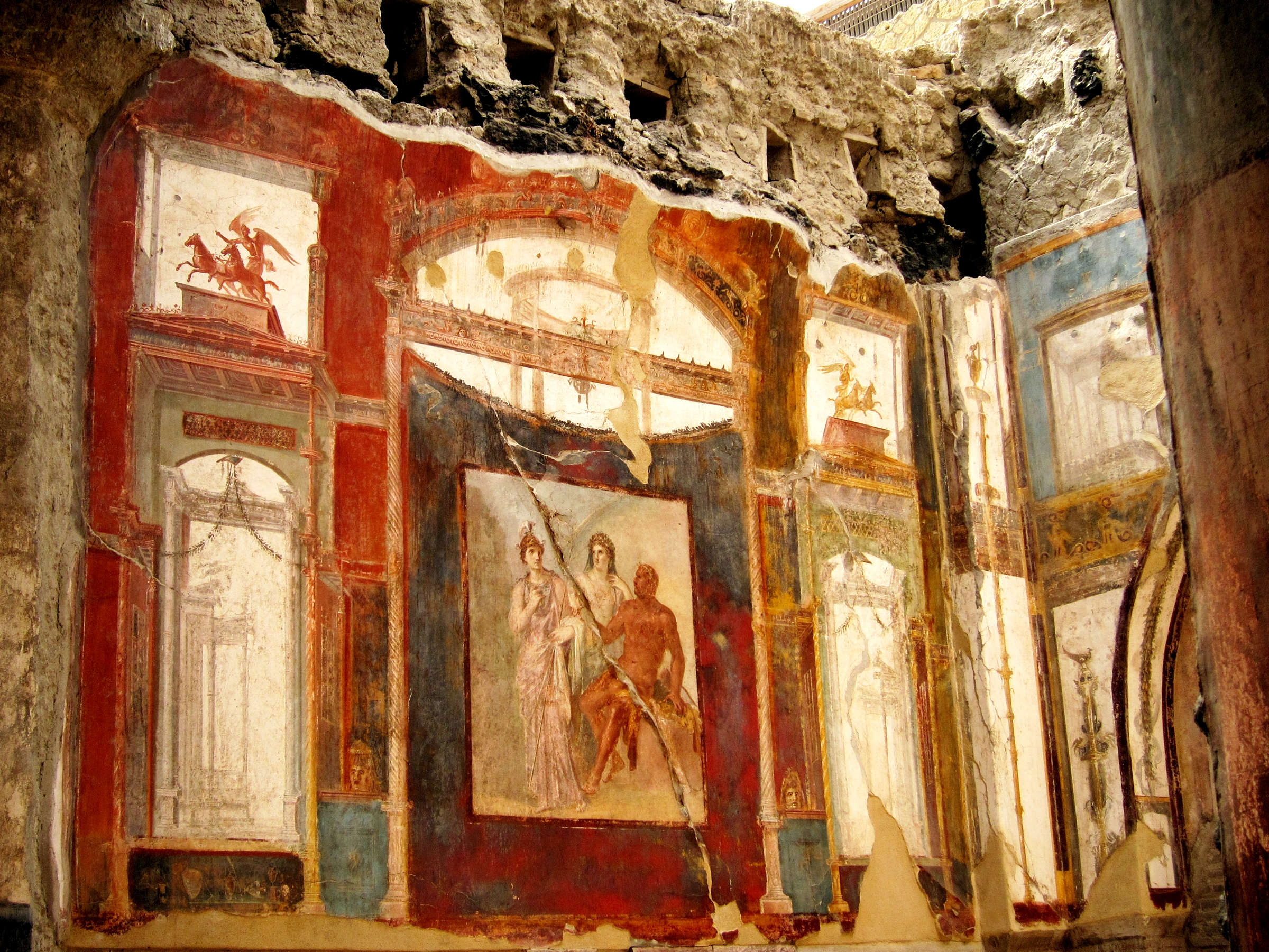
헤르쿨라네움의 아우구스투스 사제단 건물 내부

신격화 된 황제들인 '디부스'와 현직 황제의 '게니우스' 등은 별개의 의식과 사제단을 갖춘 것으로 보인다. 황제 직접 본인이 국가의 신들, '디부스' 및 '게니우스' 등 숭배 집단의 사제가 될 수도 있었다. 후자의 경우 황제의 '게니우스'를 그 소유자의 천성이면서도 존경과 숭배의 대상으로서는 분리할 수 있는 것으로 묘사하였는데, 이는 황제, 원로원, 로마 인민 등의 '게니우스'를 접목시켜 행운 ('포르투나'), 평화 ('팍스'), 승리 ('빅토리아') 등과 같은 사상 및 이상을 인격화 시킨 것을 숭배하는 것과 형식상으로 일치하였다. 율리우스 카이사르는 관용('클레멘티아')라는 덕목과 자신의 관련성을 보여줌으로써, 한 개인의 특성을 본인의 선조이자 수호신인 베누스와 연관시켜냈다. 사제들은 자신들의 '데우스'에 대한 외관과 특성 등을 드러냄으로써 본인들의 기능을 특징적으로 그리고 정중하게 확인시켜주었다. 황제 숭배 사제들의 임무는 종교적이면서 정무적인 것이었는데, 여기에는 허용된 황제의 초상, 조각상, 제물 등에 대한 공급, 정기적인 연간 숭배 확립, 공공사업과 황제 주최 경기 ('루디') 및 인가를 받은 '무네라'의 개관 등이 있었다. 실질적으로, 제국의 전역에 있는 사제들은 황제들의 예외적인 선물, 권력, 카리스마 등을 재탄생시키고, 설명해내며, 찬양하는 일을 맡았었다.
아우구스투스는 종교 개혁의 일환으로서, '비쿠스'(지역, 지방)의 라레스에 헌신하는, 콤피탈리아 행사와 사제단을 재건, 재조직, 확장시켜내어 본인의 라레스 (또는 대중들의 후원자로서 그의 게니우스에 대한)에 대한 숭배로 포함시켜냈다. 이에 따라, 라레스 콤피탈레스는 라레스 아우구스티로도 알려져 있다. 티베리우스는 사망하여 신격화 된 황제 숭배에 전념하는 소달레스 아우구스탈레스라는 특별 사제단을 만들어냈다. 이 사제단 및 콤피탈리아 숭배 집단과 황제 일가의 관계 등은 황제 숭배 그 자체만큼이나 오랜 기간 지속되었던 것으로 보인다.

### 구원자 및 일신론자

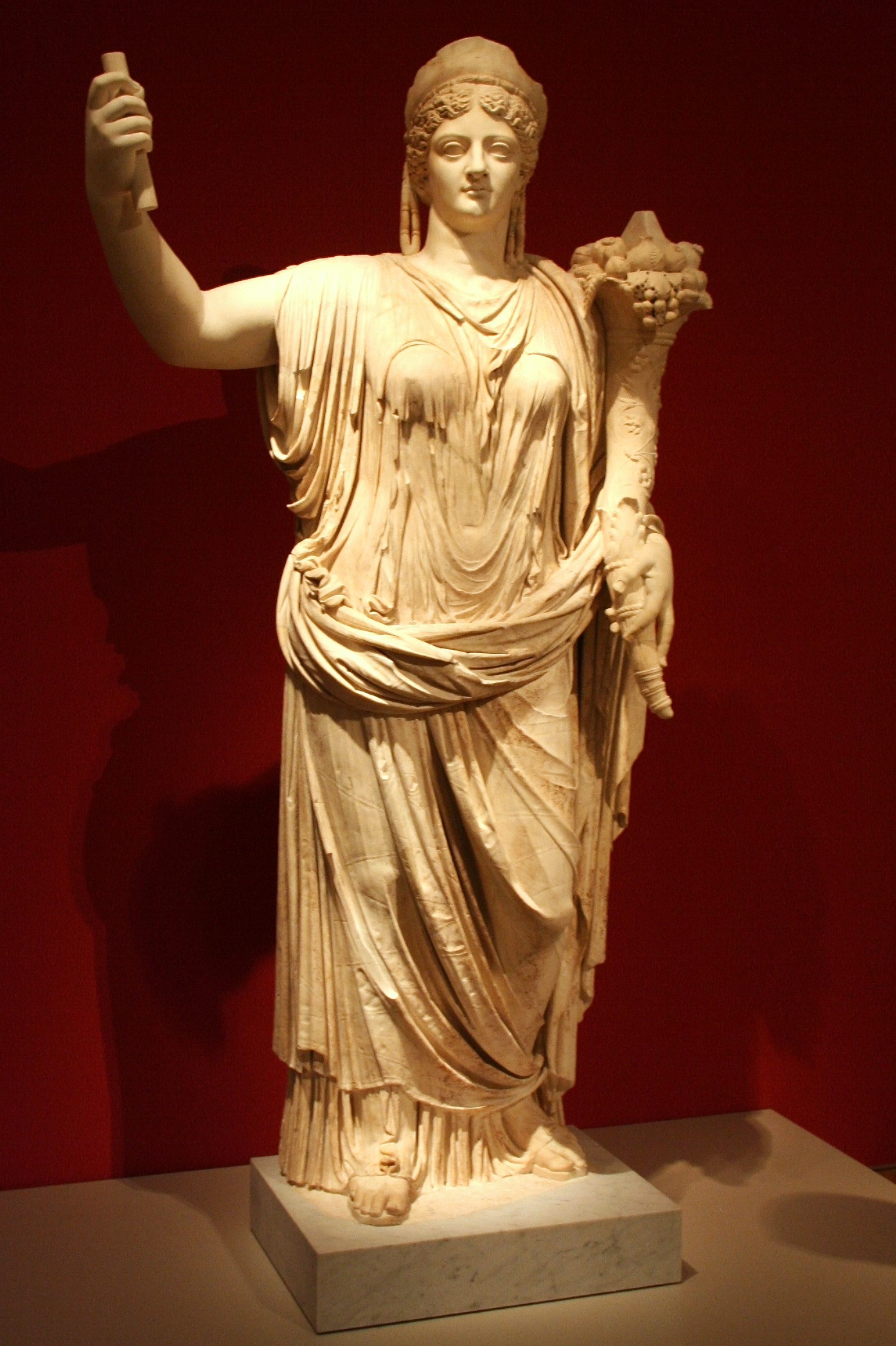
코르누코피아를 지닌 여신의 모습으로서의 리비아

그리스 철학은 황제 숭배의 발전에 있어 대단한 영향을 미쳤다. 스토아의 우주론자들은 역사를 '포르투나'(행운), '파툼'(fatum/운명), '로고스' (보편적인 신성한 원칙) 등에 의해 움직이는, 끊임없는 파괴와 재생의 굴레라고 보았다. 그리고 동일한 동력원들이 파괴적이고 '부자연스러운 무질서'의 혼돈과 투쟁을 '평화', '행운' 안녕'으로 바꾸는 자이며 이에 따라 아폴론, 솔 인빅투스 등과 같은 태양 숭배배와 동일시 여겨진, '소테르' (구원자)를 필연적으로 만들어 냈다. 리비우스 (기원전 1세기 초에서 중엽), 루카노스 (서기 1세기) 등은 공화정 후기의 위기를 아우구스투스를 통한 종교 및 제도의 개선이자 그가 로마 인민들에게 평화, 행운, 안녕을 다시 가져다준 것으로 이어진 파괴의 시기로 해석하였다. 아우구스투스는 구원자적인 인물로, '팍스 아우구스타'라고 하는 황금기를 이룩한 인물이었으며, 다양한 태양신들의 후원자이자 사제, 수제자였다. 황제의 질서는 단순히 신성에 대한 호소로 정당화된 것이 아니라, 본질적으로 타고난 자애롭고 신성한 관례로 나타내어졌다.
황제 숭배는 특정한 형태의 다원론적 일원론을 용인하고 후대에 이르러서는 받아들였다. 황제 숭배 옹호자들에게 있어서, 일원론자들에게는 황제 숭배의 거부에 대한 합리적 근거가 없었지만 그 강요는 역효과를 만들어내고 있었다. 그리고 유대인들이 특별한 사례를 제시하였다. 내전이 벌어지기 훨씬 이전에, 유대교는 그리스-유대 지도자들과의 외교 조약을 통해서 로마 내에서 용인받았었다. 기원전 63년에 유대가 종속국이 된 이후로 유대교는 인지도와 더불어 면밀한 조사가 이뤄졌다. 이어지는 유대인의 디아스포라는 초기 '유대교적' 형태의 기독교가 퍼져나가는 데 도움을 줬다. 초기 기독교인들은 유대교의 하위 분파의 일종으로 여겨진 것처럼 보이고 이에 따라 우연하게 용인된 것으로 보인다.

황제, 다신교 숭배, 그리고 제국의 의미에 관한 유대인의 자료들은 해석상의 어려움이 많다. 칼리굴라의 재위 때, 유대인들은 자신들의 신전에 칼리굴라의 조각상이 배치되는 걸 거부하였고 야훼에게 바치는 제물과 기도가 그의 숭배 요청에 부응한다고 변호하였다. 필론에 의하면, 칼리굴라는 이를 받아들이지 않았는데 제물이 그 (그의 '게니우스'인지 '누멘'이었는지에 대해서는 확실치 않음)에게 직접적으로 이뤄진 것이 아니었고 조각상 역시도 설치된 것이 아니었기 때문이었다. 필론은 황제 숭배 그 자체에 대해서는 이의를 제기하기 않으며 그는 아우구스투스에게 주어진 신과 같은 영예를 "최초이자 가장 위대하고 공동의 은인"으로 칭송하고 칼리굴라는 "이집트인처럼" 행동하여 제국 전통을 부끄럽게 하였다고 하였다. 그럼에도, 필론은 분명하게 친로마적인 인물은 아니었는데 최초의 유대 반란 (서기 66년)의 주요 특징이 로마와 황제 등을 향한 유대인의 제물 의식이 끝나게 되었고 제국의 이미지도 훼손되었다고 보기 때문이었다.

## 황제 숭배와 기독교
비기독교도 로마인에게 있어, 데키우스 시기의 옛 신들 또는 디오클레티아누스 시기의 국가 신들에게 바쳤던 단순한 희생 의식은 로마의 전통에 대한 지지 및 다민족 제국의 일체감에 대한 충성심을 나타내는 것이었다. 황제 숭배의 거부는 반역이었다. 그렇지만 기독교인들은 '헬레니즘적 영예'를 진정한 숭배에 대한 모방으로 여겼다. 모밀리아노에 따르면, 네로 또는 도미티아누스 시기에, 요한계시록의 저자는 유대-로마 고위층을 '땅의 짐승'으로 그리고 그 짐승의 징후를 '카라그마'(charagma, 로마의 공식 인장)으로 나타내었다고 한다. 일부 기독교 사상가들은 평화를 가져다 주었고 복음의 전파를 위한 길이 놓인 로마 제국이 시작될 무렵에 일어난, 그리스도의 탄생 시기를 신의 섭리라고 받아들였으며 로마의 예루살렘 및 성전의 파괴에 대해서는 유대인들이 그리스도를 거부한 것에 대한 신의 처벌로 해석하였다. 박해가 줄어들면서, 히에모니무스는 로마 제국을 악에 맞서는 방어물로 여기면서도 '황제의 영예'는 기독교의 가르침과는 반대된다라고 주장하였다.
'폰티펙스 막시무스'로서 콘스탄티누스 1세는 다음의 이유로 도나투스파에 반대하 '가톨릭 교회의 기독교인'들을 지지했었다:

우리가 이와 같은 다툼과 논쟁을 간과하는 것은 신성한 법칙에 어긋난다... 왜냐면 가장 높은 신성이 인류에 분노를 일으킬 수 있을 뿐만 아니라 하늘의 의지에 따라 이 지상 모든 것에 대한 관리를 맡은 나에게도 분노를 표할 수 있기 때문이다. '서기 314년경의 콘스탄티누스의 공식 서신'

이러한 제국의 공식 변화 속에서 콘스탄티누스는 '이라 데오룸'(ira deorum)을 불러일으킬 수 있는 불화와 갈등이 있는 지상 영역에 대한 그의 책임을 인지했었다. 또한 그는 무엇이 상서로운 것이고 정통인가를 결정하는 데 있어 새로운 기독교 사제 계급의 힘 역시도 인식하였다. 세례를 받지는 않았음에도, 콘스탄티누스는 그리스도의 '시그눔'(라바룸의 일종으로, 재해석하거나 개조된 군단기) 깃발 아래서 승리하였다. 그는 살아있는 황제들의 '게니우스'에 대한 피의 제의를 공식적으로 끝낸(또는 끝내려 시도한) 이면서도 본인의 황제로서 도상 및 궁정 예식으로 본인을 초인적인 지위로 상승시켰다. 콘스탄티누스가 승인한 움브리아 지역에 자기 자신과 자신의 가정에 대한 새로운 숭배를 위한 신전은 현존하며 "어떠한 전염성을 띠는 미신의 속임수로 더럽혀져서는 안 된다"라고 되어 있다. 제1차 니케아 공의회에서 콘스탄티누스는 신의 허가를 받은 절대적 국가 지도자의 아래에서 제국을 통일시키고 재건해냈고 최초의 기독교인 '신격화 된 황제'라는 영예를 누렸다. 그가 사망했을 당시 그는 숭배를 받았었고 하늘로 승천했다고 여겨졌다. 필로스토르기오스는 후대에 신격화 된 콘스탄티누스의 조각상 앞에서 제의의 의식를 치른 기독교인들을 비판하였다. 그의 세 아들들은 제국의 유산을 나눠가졌는데 콘스탄티우스 2세는 아리우스교인이었고 나머지 형제는 니케아교인이었다.
콘스탄티누스의 조카이자 로마의 마지막 비기독교인 황제였던 율리아누스는 신플라톤주의, 스토아적 금욕주의, 보편적 태양 숭배의 합성을 발전시킨 것에 따른 '갈릴리인들의 분노'를 거부하고 종교적 그리고 문화적 다원주의를 적극적으로 조성하였다. 본인을 '프리무스 인테르 파레스'로 한, 아우구스투스의 원수정 형태 복원은 363년에 그가 죽으면서 끝나고 말았고, 이후 그의 개혁은 되돌려지거나 폐지되었다. 서방 황제 그라티아누스는 원로원의 항의에 맞서 '폰티펙스 막시무스'라는 지위를 거부하고, 원로원 건물에서 빅토리아의 제단을 없애버렸으며 베스타 사제단을 해산하기 시작하였다. 테오도시우스 1세는 일시적으로 제국의 절반씩인 동방과 서방을 재통일시켰고, 니케아 기독교를 제국의 국교로 공식적 채택하였고 그 밖의 다른 교리 및 종교 등에 대한 공식적 지원을 중단시켰다. 그는 원로원의 빅토리아 제단 복원을 거부하였고, 베스타의 신성한 불을 끄고 베스타 신전도 비워버렸다. 그럼에도 그는 팝도적으로 비기독교적이던 원로원에 의한, 헤르쿨레스 및 유피테르에 준하는, 살아있는 신이라는 호칭은 받아들였다. 그가 죽은 뒤에 찢어진 동방과 서방 제국은 점차 다른 길을 따랐지만 그럼에도 불구하고 둘 다 로마인들이었고 둘 다 황제가 있었다. 제국의 의례 그 중에서도 특히 개선식에서 많은 부분들이 전래된 도착의 의례인 '아드벤투스' 등에는 로마 문화, 교회 의례, 복음 그 자체가 내재되어 있다.
마지막 서방의 신격화 된 황제는 서기 465년에 사망한 리비우스 세베루스일 것이다. 그에 대하여 알려진 것은 거의 없다. 그의 임페리움은 반대편인 동방에서 공인받지 못하였는데 그는 게르만족 장군 리키메르의 허수아비 황제였을 것이다. 서방에서, 황제의 권위는 로마 가톨릭교회의 영적 우위 및 정치적 영향력에 의해 점차 대체되었다.
동방 제국에서, 기독교 정교회에 대한 맹세가 황제 즉위의 전제 조건이 되었으며, 아나스타시우스 1세는 정교회의 교리와 관습에 대한 순종을 선서하는 문서에 서명하였다. 그는 사망 당시 (서기 518년)에 신격화 된 황제(divus)로 축성된 것으로 알려진 마지막 황제였다. 디부스라는 칭호는 그 칭호가 가진 영적 부적합성을 이유로 버려진 것처럼 보이지만 동방 황제의 신성화는 계속 되었다. 이들은 신의 명령을 통해 권력을 지녔고 이들의 통치는 지상의 신성한 힘의 현현이었다. '아드벤투스'와 황제 형상에 대한 축성은 신의 위계 질서와 정교회의 의례에 대한 종교적 표현 (이콘)을 위한 비유 제공을 이어나갔다.

## 역사적 평가
로마의 황제 숭배는 때로는 로마의 전통적인 공화정 가치의 일탈이자, 황제의 프로파간다 역할을 한, 종교적으로 거짓된 개인숭배로도 여겨진다. 그렇지만 황제 숭배는 개인 및 조상 등의 '게니우스'에 대한 숭배처럼 로마 문화에 깊게 뿌리 내린 종교적 전통과, 제국의 동방 속주에서 발전한 헬레니즘 지배자 숭배의 형태 등으로부터 황제의 권력과 효과를 이끌어냈다.
황제 숭배의 속성과 기능은 논쟁 중에 있으며, 특히나 로마 역사가들이 황제의 가치와 황제의 자만심에 대한 토포스를 동시에 갖고 있고 이는 통치자의 신격화가 불쾌하지는 않더라도 구조적으로 이질적이었던 라틴-서방 로마 문화에 어느 정도 곤경과 조심성을 갖고 도입된, 본질적으로 이국적인 그리스-동방의 관습으로 이해되기 때문이었다. 이러한 관점에서, 특히나 맹종적이고 '비로마적인' 황제 숭배는 공화정을 지탱했던 전통적 로마의 윤리를 희생해가면서 이루어진 것이었다. 기독교인이들과 세속주의자들에게 있어, 필멸자인 황제를 신격과 동일시 여기는 것은 로마의 국교라는 기독교의 승리로 이어진 전통 종교의 영적 도덕적 파탄으로 나타내어졌다.
극소수의 현대 역사가들은 이러한 견해에 대해 이제는 지지를 하지 않을 것이다. Beard 외 그 중 일부는 제국의 종교적 정치적 삶에 있어 황제 숭배라는 분명한 분류라는 것은 없다는 결론을 내린 것인데, 로마인들은 그러한 포괄 단어를 사용하지 않았기 때문이었다. 살아있거나 죽은 황제들에 대한 숭배는 제국의 국교에서 분리할 수 없는 것으로, 로마인의 정체성과 불가분의 관계를 맺고 있으며 그러한 믿음과 풍습은 로마의 사회적, 가정적 '모스 마이오룸'이라는 고대 공통점 안에서 확립된 것이었다. '황제의 프로파간다'의 도구 또는 보다 덜 경멸적인 '민간 종교'로서의 황제 숭배에 대한 묘사들은 현대 정치적 사상에서 발생한 것이고 그 가치에 대해서 의문에 휩싸이고 있다. 공화정 시기에 숭배라는 것은 국가의 신, 개인의 신, 개선 장군, 유력자, 후원자, 일반적인 '가부'(paterfamilias)한테만 부여될 수 있는 것이었다. 필멸자 숭배는 이질적인 관습은 아니었으며 그 대상의 권력, 지위, 그리고 대상이 부여하는 혜택 등을 인지하는 것이었다. 아우구스투스의 해결 방식은 직접적으로 공화정의 '모스 마이오룸'에 호소하는 것이었고 원수정 시기에 이르러서는 황제에 대한 숭배가 황제 그 자체적으로 한정되었다.
드문 예외를 제외하면, 황제 숭배에 대한 초기 풍습은 제국에 있어 정체성이라는 공통의 중심점을 마련해주었다. 이 숭배는 로마 황제의 권력이라는 카리스마와 제국이라는 의미를 지역에 따른 '로마니타스'의 해석에 맞춰, 최초에는 변화의 힘으로, 그 뒤에는 안정의 힘으로서 기념한 것이었다. 황제들에 대한 숭배는 일상적인 공개 행사, 특별함과 화려함, 사적이고 개인적인 헌신의 끊임없는 행위와 관련이 있었다. 이러한 관습의 정치적 유용함은 형식적 위선이나 숭배 자체에 대한 의미와 적절성에 관한 의문이 없다는 것을 암시하지 않으며, 넓은 제국에 걸쳐 통합을 시키는 숭배는 필연적으로 다양한 주체의 해석에 개방적일 것이지만 일반적인 로마인에게 있어 그 중요성은 기독교인이거든 헬라 종교인거든 소수의 철학적 교양인, 회의적이거나 적대적인 로마인 및 그리스인 등의 비판적 해석 속에 거의 완전히 사라지고 말았다. 제국의 번영, 안정, 통일성의 쇠퇴는 로마의 전통적 신들 및 최소한 서방 기준으로는 로마 황제에 대한 믿음의 상실과 분명히 함께 하였다. 일부 로마인들에한테 있어 제국의 쇠퇴는 전통적인 종교 풍습의 등한 시에서 일어난 것이었다고 그 외에게 있어 제국의 쇠퇴는 신앙이 없거나 이단 기독교인들, 만연한 이교도들에 대한 신의 심판이었다.
로마 사회가 발전해나가면서, 황제 숭배 역시도 발전하게 되었으며 둘다 놀라울 정도로 탄력성과 적응성을 보여주었다. 완전하게 자리를 잡은 기독교 신앙과의 대립 이전까지, '황제 숭배'는 체계적이거나 논리적인 신학 체계가 필요하지 않았다. 로마의 계속된 발전이라는 부분에 있어서 황제 숭배는 대부분의 로마인들에게 정당하고, 설명을 하는 데 있어 충분했을 것이다. 제국의 위기와 맞닥트린, 콘스탄티누스는 기독교의 일신교를 황제 체계에 흡수시키며 아우구스투스의 업적에 필적하였다. 황제 숭배는 폐지되거나 포기되었다기보다는 알아볼 수 없을 정도로 변형된 것이다.

## 같이 보기
- 아라 파키스
- 개인숭배
- 왕권신수설
- 황제 숭배
- 천명

## 참고 문헌 및 추가 문헌 자료
- Ando, Clifford (2000). 《Imperial ideology and provincial loyalty in the Roman Empire》 Illurat판. University of California Press. ISBN 0-520-22067-6.
- Beard, M., Price, S., North, J.,  Religions of Rome: Volume 1, a History, illustrated, Cambridge University Press, 1998. ISBN 0-521-31682-0
- Beard, M., Price, S., North, J.,  Religions of Rome: Volume 2, a sourcebook, illustrated, Cambridge University Press, 1998. ISBN 0-521-45646-0
- Beard, Mary: The Roman Triumph, The Belknap Press of Harvard University Press, Cambridge, Mass., and London, England, 2007. ISBN 978-0-674-02613-1
- Bowersock, G., Brown, P. R .L., Graba, O., (eds), Late Antiquity: A Guide to the Postclassical World, Harvard University Press, 1999. ISBN 978-0-674-51173-6
- Bowman, A., Cameron, A., Garnsey, P., (eds) The Cambridge Ancient History: Volume 12, The Crisis of Empire, AD 193–337, 2nd Edn., Cambridge University Press, 2005. ISBN 0-521-30199-8
- Brent, A., The imperial cult and the development of church order: concepts and images of authority in paganism and early Christianity before the Age of Cyprian, illustrated, Brill Publishers, 1999. ISBN 90-04-11420-3
- Cannadine, D., and Price, S., (eds) Rituals of Royalty: Power and Ceremonial in Traditional Societies, reprint, illustrated, Cambridge University Press, 1992. ISBN 0-521-42891-2
- Chow, John K., Patronage and power: a study of social networks in Corinth, Continuum International Publishing Group, 1992. ISBN 1-85075-370-9
- Collins, Adela Yarbro, Crisis and catharsis: the power of the Apocalypse, Westminster John Knox Press, 1984. ISBN 0-664-24521-8
- Elsner, J., "Cult and Sculpture; Sacrifice in the Ara Pacis Augustae", in the Journal of Roman Studies, 81, 1991, 50–60.
- Ferguson, Everett, Backgrounds of early Christianity, 3rd edition, Wm. B. Eerdmans Publishing, 2003. ISBN 0-8028-2221-5
- Fishwick, Duncan, The Imperial Cult in the Latin West: Studies in the Ruler Cult of the Western Provinces of the Roman Empire, volume 1, Brill Publishers, 1991. ISBN 90-04-07179-2
- Fishwick, Duncan, The Imperial Cult in the Latin West: Studies in the Ruler Cult of the Western Provinces of the Roman Empire, volume 3, Brill Publishers, 2002. ISBN 90-04-12536-1
- Fishwick, Duncan, "Numen Augustum," Zeitschrift für Papyrologie und Epigraphik, Bd. 160 (2007), pp. 247–255, Dr. Rudolf Habelt GmbH, Bonn (Germany).
- Freisen, S. J., Imperial cults and the Apocalypse of John: reading Revelation in the ruins, Oxford University Press, 2001. ISBN 978-0-19-513153-6
- Gradel, Ittai, Emperor Worship and Roman Religion, Oxford, Oxford University Press, 2002. ISBN 0-19-815275-2
- Haase, W., Temporini, H., (eds), Aufstieg und Niedergang der romischen Welt, de Gruyter, 1991. ISBN 3-11-010389-3
- Harland, P., "Honours and Worship: Emperors, Imperial Cults and Associations at Ephesus (First to Third Centuries C.E.)", originally published in Studies in Religion/Sciences religieuses 25, 1996. Online in same pagination: Philipharland.com
- Harland, P., "Imperial Cults within Local Cultural Life: Associations in Roman Asia", originally published in Ancient History Bulletin / Zeitschrift für Alte Geschichte 17, 2003. Online in same pagination: Philipharland.com
- Howgego, C., Heuchert, V., Burnett, A., (eds), Coinage and Identity in the Roman Provinces, Oxford University Press, 2005. ISBN 978-0-19-926526-8
- Lee, A.D., Pagans and Christians in late antiquity: a sourcebook, illustrated, Routledge, 2000. ISBN 0-415-13892-2
- Lott, John. B., The Neighborhoods of Augustan Rome, Cambridge, Cambridge University Press, 2004. ISBN 0-521-82827-9
- MacCormack, Sabine, Change and Continuity in Late Antiquity: the ceremony of "Adventus", Historia, 21, 4, 1972, pp 721–52.
- Martin, Dale B., Inventing superstition: from the Hippocratics to the Christians, Harvard University Press, 2004. ISBN 0-674-01534-7
- Momigliano, Arnaldo, On Pagans, Jews, and Christians, reprint, Wesleyan University Press, 1987. ISBN 0-8195-6218-1
- Niehoff, Maren R., Philo on Jewish identity and culture, Mohr Siebeck, English trans GW/Coronet Books, 2001. ISBN 978-3-16-147611-2
- Nixon, C.E.V., and Rodgers, Barbara S., In Praise of Later Roman Emperors: The Panegyric Latini, University Presses of California, Columbia and Princeton, 1995. ISBN 978-0-520-08326-4
- Potter, David S., The Roman Empire at Bay, AD 180–395, Routledge, 2004. ISBN 978-0-415-10057-1
- Price, S.R.F. Rituals and power: the Roman imperial cult in Asia Minor, (reprint, illustrated). Cambridge University Press, 1986. ISBN 0-521-31268-X
- Rees, Roger (2004). 《Diocletian and the Tetrarchy》. Edinburgh, UK: Edinburgh University Press. ISBN 9780748616602.
- Rehak, Paul, and Younger, John Grimes, Imperium and cosmos: Augustus and the northern Campus Martius, illustrated, University of Wisconsin Press, 2006. ISBN 0-299-22010-9
- Rosenstein, Nathan S., Imperatores Victi: Military Defeat and Aristocratic Competition in the Middle and Late Republic. Berkeley:  University of California Press, 1990. Ark.CDlib.org
- Rüpke, Jörg (Editor), A Companion to Roman Religion, Wiley-Blackwell, 2007, ISBN 978-1-4051-2943-5
- Severy, Beth, Augustus and the family at the birth of the Roman Empire, Routledge, 2003. ISBN 0-415-30959-X
- Smallwood, E., Mary, The Jews under Roman rule: from Pompey to Diocletian: a study in political relations, illustrated, Brill Publishers, 2001. ISBN 0-391-04155-X
- Taylor, Lily Ross, The Divinity of the Roman Emperor, American Philological Association, 1931; repr. Arno Press, 1975.
- Theuws, Frans, and Nelson, Janet L., Rituals of power: from late antiquity to the early Middle Ages, Brill Publishers, 2000. ISBN 90-04-10902-1
- Versnel, H S: Triumphus: An Inquiry into the Origin, Development and Meaning of the Roman Triumph, Leiden, 1970.
- Vout, Caroline, Power and eroticism in Imperial Rome, illustrated, Cambridge University Press, 2007. ISBN 0-521-86739-8
- Walbank, Frank W., Selected Papers: Studies in Greek and Roman History and Historiography, Cambridge University Press, 1986 (pp 120–137). ISBN 978-0-521-30752-9
- Weinstock, Stefan. Divus Iulius. Oxford (Clarendon Press/OUP). 1971.
- Wiedemann, Thomas. Adults and Children in the Roman Empire, Taylor & Francis Ltd., 1989. ISBN 978-0-415-00336-0
- Williams, S., and Friell, J.G.P., Theodosius: The Empire at Bay, Taylor & Francis Ltd., 1994. ISBN 978-0-7134-6691-1